# طابا
طَابَا هي مدينة مصرية تتبع محافظة جنوب سيناء وتقع على رأس خليج العقبة بين سلسلة جبال وهضاب طابا الشرقية من جهة، ومياه خليج العقبة من جهة أخرى. يبلغ تعداد سكان المدينة حوالي 3000 نسمة، وتبلغ مساحتها حوالي 508.8 فدان تقريباً، وتبعد عن مدينة شرم الشيخ بنحو 240 كم شمالاً. تمثل المدينة قيمة تاريخية واستراتيجية كبيرة لموقعها المتميز الذي يشرف على حدود أربع دول هي مصر، السعودية، الأردن، فلسطين، حيث تبعد عن ميناء إيلات الإسرائيلي بنحو 7 كم شرقاً، وتقع في مواجهة الحدود السعودية في اتجاه مباشر إلى قاعدة تبوك العسكرية، وتعد آخر النقاط العمرانية المصرية على خليج العقبة في مقابلة الميناء البحري الوحيد بالأردن وهو ميناء العقبة.

## التاريخ

### أزمة طابا
في 13 فبراير 1841 صدر فرمان عثماني منح بمقتضاه محمد علي وأبنائه من بعده حكم مصر والسودان، وأرفقت خريطة بالفرمان لتوضيح حدود مصر، والتي وضعت الغالبية العظمى من سيناء داخل مصر، واستمر الوضع على هذا الحال حتى عام 1892 حين أرسل السلطان العثماني فرمانًا إلى مصر يحرمها من نصف سيناء، فتدخلت بريطانيا وحدثت أزمة مشهورة سميت أزمة الفرمان أو قضية الفرمان والتي انتهت بموافقة السلطان عبد الحميد على خط الحدود المصرية الذي يبدأ من رفح شمالاً على البحر المتوسط إلى رأس خليج العقبة جنوباً على نقطة تقع على بعد ثلاثة أميال غرب قلعة العقبة. وفي عام 1906 حدثت أزمة أخرى حينما تقدمت قوات تركية إلى بقعة طابا، فحدثت أزمة كبيرة تدخلت على إثرها بريطانيا للمرة الثانية وأجبرت العثمانيين على الانسحاب، وبعدها تقرر بناء خط الحدود المصري بعلامات مرقمة. ومنذ ذلك الحين استقرت طابا كجزء من التراب الوطني المصري.

### تحرير طابا
عقب حرب أكتوبر عقدت في 1979 اتفاقية السلام بين مصر وإسرائيل، والتي بموجبها بدأت إسرائيل انسحابها من سيناء، وفي أواخر عام 1981 الذي كان يتم خلاله تنفيذ المرحلة الأخيرة من مراحل هذا الانسحاب، سعى الجانب الإسرائيلي إلى افتعال أزمة تعرقل هذه المرحلة، وتمثل ذلك بإثارة مشكلات حول وضع 14 علامة حدودية أهمها العلامة (91) في طابا، الأمر الذي أدّى لإبرام اتفاق في 25 أبريل 1982 والخاص بالإجراء المؤقت لحل مسائل الحدود، والذي نص على عدم إقامة إسرائيل لأي إنشاءات وحظر ممارسة مظاهر السيادة، وأن الفصل النهائي في مسائل وضع علامات الحدود المختلف عليها يجب أن يتم وفقاً لأحكام المادة السابعة من معاهدة السلام المبرمة بين البلدين، والتي تنص على حل الخلافات بشأن تطبيق أو تفسير المعاهدة عن طريق المفاوضات، وأنه إذا لم يتيسر حل هذه الخلافات بالمفاوضات فتحل عن طريق التوفيق أو تحال إلى التحكيم. وبعد 3 أشهر من هذا الاتفاق افتتحت إسرائيل فندق سونستا وقرية سياحية وأدخلت قوات حرس الحدود. فقامت الحكومة المصرية بالرد عن طريق تشكيل اللجنة القومية للدفاع عن طابا أو اللجنة القومية العليا لطابا، وتشكلت بالخارجية المصرية لجنة لإعداد مشارطة التحكيم، وعقب قرار مجلس الوزراء الإسرائيلي بالموافقة على التحكيم، تم توقيع اتفاقية المشارطة بمشاركة شمعون بيريز في 11 سبتمبر 1986، والتي قبلتها إسرائيل بضغط من الولايات المتحدة. وهدفت مصر من تلك المشارطة إلى إلزام الجانب الإسرائيلي بتحكيم وفقاً لجدول زمني محدد بدقة، وحصر مهمة هيئة التحكيم في تثبيت مواقع العلامات ال14 المتنازع عليها. وفي 29 سبتمبر 1988 تم الإعلان عن حكم هيئة التحكيم في جنيف بسويسرا في النزاع حول طابا، وجاء الحكم في صالح مصر مؤكداً أن طابا مصرية، وفي 19 مارس 1989 كان الاحتفال التاريخي برفع علم مصر معلناً السيادة على طابا وإثبات حق مصر في أرضها.

### لجنة الدفاع عن طابا

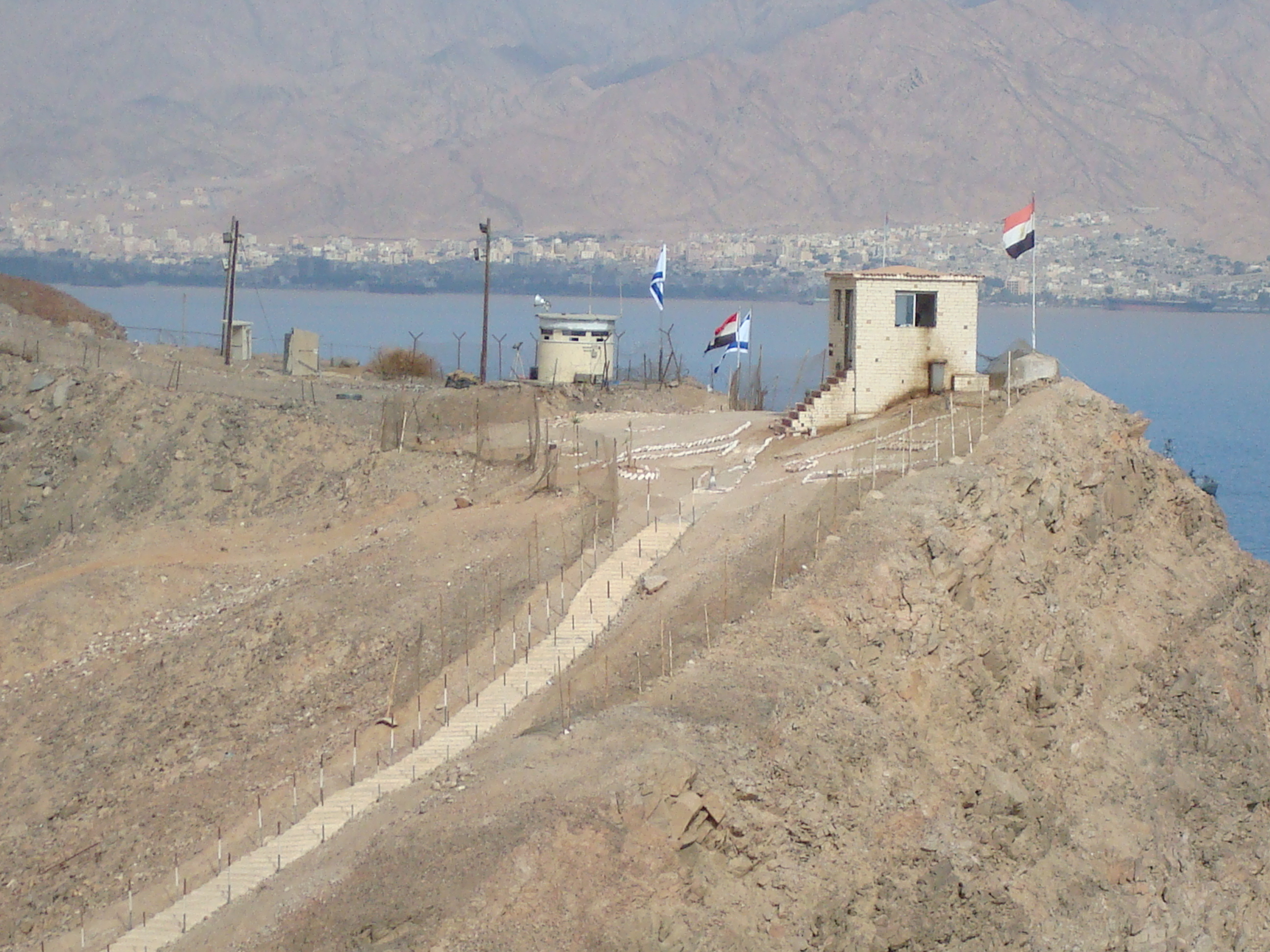
العلامة 91 على الحدود المصرية الإسرائيلية.

في 13 مايو 1985 صدر قرار رئيس مجلس الوزراء رقم 641 بتشكيل اللجنة القومية لطابا برئاسة عصمت عبد المجيد وعضوية 24 خبير، منهم 9 من خبراء القانون، و 2 من علماء الجغرافيا والتاريخ، و 5 من كبار الدبلوماسيين بوزارة الخارجية، و 8 من العسكريين وخبراء المساحة العسكرية، وعهدت وزارة الخارجية المصرية بمهمة إعداد المذكرات إلى لجنة مشارطة التحكيم والتي تشكلت برئاسة نبيل العربي، ممثل الحكومة المصرية أمام هيئة التحكيم في جنيف وبعضوية كل من: من وزارة الخارجية (إبراهيم يسري، بدر همام، حسن عيسى، أحمد أبو الخير، محمود عثمان، عز الدين عبد المنعم، وجيه حنفي، أحمد فتح الله، محمد جمعة، حسين مبارك، محمود سامي، فايزة أبو النجا، أحمد ماهر، مهاب مقبل، ماجد عبد الفتاح)، من وزارة الدفاع (عبد الحميد محسن حمدي، فاروق لبيب، خيري الشماع)، من وزارة العدل (أمين المهدي، فتحي نجيب)، من وزارة البترول (أحمد عبد الحليم، صلاح حافظ)، مفيد شهاب، يونان لبيب رزق، أحمد صادق القشيري، يوسف أبو الحجاج، سميح صادق، صلاح عامر، وحيد رأفت، محمد الشناوي، جورج أبو صعب، طلعت الغنيمي، محمد بسيوني، حسين حسونة، محمد عبد الفتاح محسن. واستعانت لجنة الدفاع المصرية بالدكتور / دريك باوت في مقابل استعانة إسرائيل بالدكتور / لوتر باخت وكلاهما أستاذ في القانون الدولي وذو خبرة دولية في هذا النوع من المنازعات. وضمت هيئة التحكيم الدولية 5 أعضاء تمثلوا في كل من: الدكتور / حامد سلطان عن الجانب المصري، وعن إسرائيل روث لابيدوت، والثلاثة الآخرون هم: بيليه رئيس محكمة النقض الفرنسية السابق، وشندلر أستاذ القانون الدولي بسويسرا، ولاجرجرين رئيس محكمة ستوكهولم. وعقدت الجلسات مع هيئة التحكيم وبدأت بتقديم مذكرة افتتاحية مايو 1987، وكانت أول جلسة في ديسمبر 1986، ثم تلقت المحكمة المذكرات المضادة والردود من الطرفين في أكتوبر 1987، واتفقوا على تقديم مذكرة ختامية في يناير 1988، إضافة إلى جولتين من المرافعات الشفهية في مارس وأبريل من نفس العام، واستمرت المرافعات 3 أسابيع حتى صدور الحكم لصالح مصر في 29 سبتمبر 1988 داخل قاعة المجلس الكبير بالمقر الرسمي لحكومة مقاطعة جنيف، في حضور وكيلي الحكومتين، وأعضاء هيئة الدفاع لكلا الجانبين، بأغلبية 4 أصوات والاعتراض الوحيد من الجانب الإسرائيلي، ووقع الحكم في 230 صفحة.:153:237

### فندق طابا

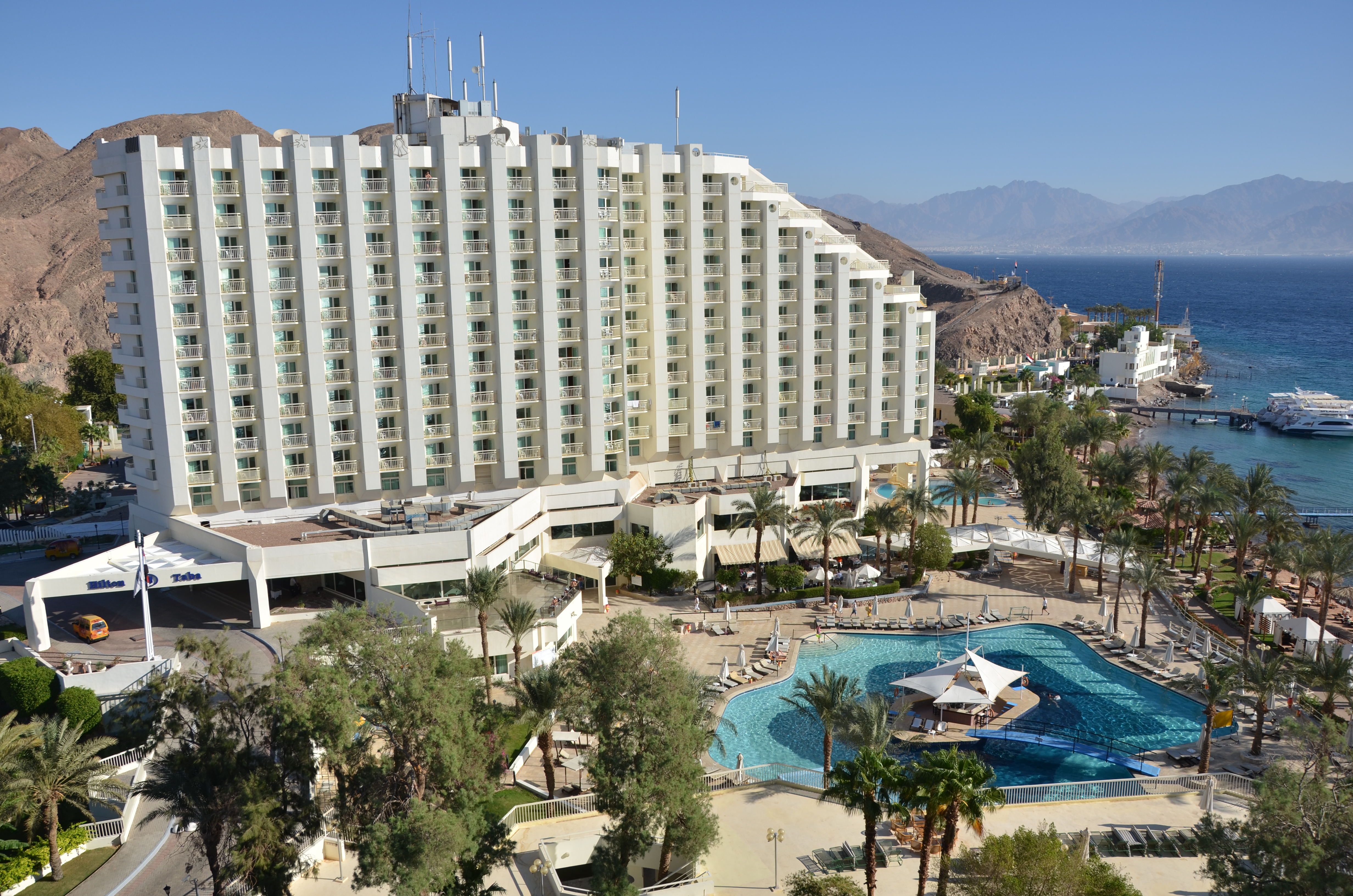
فندق هيلتون طابا.

فندق سونستا طابا وقرية رافي نلسون هما منشأتان أقامتهما إسرائيل على أرض طابا مصرية أثناء احتلالها للمدينة، مخالفةً بذلك نصوص معاهدة السلام بينها وبين مصر واتفاقية 25 أبريل 1982 الخاصة بالإجراء المؤقت لحل مسائل الحدود. افتتح الفندق في 15 نوفمبر 1982 تحت اسم سونستا طابا، لتشكل إسرائيل نوعاً من فرض السيادة الإسرائيلية على المنطقة، وذلك إلى أن أصدرت هيئة التحكيم الدولية بين مصر وإسرائيل حكمها في 29 سبتمبر 1988 بأن طابا أرض مصرية، وانتقلت ملكية جميع المنشآت السياحية في طابا إلى مصر، وتغير اسم الفندق فيما بعد إلى هيلتون طابا.

### تفجيرات طابا
في أكتوبر 2004 هزت مدينتي طابا ونويبع عدة تفجيرات متزامنة، استهدفت كل من فندق هيلتون طابا، ومخيمي أرض القمر، والبادية، بجزيرة رأس شيطان في نويبع وذلك عن طريق ثلاث سيارات مفخخة. أسفرت الانفجارات عن مصرع 7 مصريين و 24 إسرائيلي، وإصابة 135 آخرين، كما أسفرت عن تدمير عشرة طوابق من فندق هيلتون طابا الذي استهدف بسيارة ماركة فورد تحمل مائة كجم من المتفجرات.

## الجغرافيا
تقع طابا على رأس خليج العقبة بين سلسلة جبال وهضاب طابا الشرقية من جهة، ومياه خليج العقبة من جهة أخرى. يبلغ تعداد سكان المدينة 3000 نسمة، وتبلغ مساحتها 508.8 فدان تقريباً، وتبعد عن مدينة شرم الشيخ نحو 240 كم شمالاً. وتشرف على حدود أربع دول هي مصر، السعودية، الأردن، إسرائيل، حيث تبعد عن ميناء إيلات الإسرائيلي نحو 7 كم شرقاً، وتقع في مواجهة الحدود السعودية في اتجاه مباشر لقاعدة تبوك العسكرية، وتعد آخر النقاط العمرانية المصرية على خليج العقبة في مقابلة الميناء البحري الوحيد للأردن وهو ميناء العقبة. وتتميز طابا بسواحلها التي تطل على مجموعة من الشواطئ والخلجان والبحيرات وأماكن الغوص.

### المناخ
| البيانات المناخية لـطابا                                                                                                 | البيانات المناخية لـطابا | البيانات المناخية لـطابا | البيانات المناخية لـطابا | البيانات المناخية لـطابا | البيانات المناخية لـطابا | البيانات المناخية لـطابا | البيانات المناخية لـطابا | البيانات المناخية لـطابا | البيانات المناخية لـطابا | البيانات المناخية لـطابا | البيانات المناخية لـطابا | البيانات المناخية لـطابا | البيانات المناخية لـطابا |
| الشهر | يناير                    | فبراير                   | مارس                     | أبريل                    | مايو                     | يونيو                    | يوليو                    | أغسطس                    | سبتمبر                   | أكتوبر                   | نوفمبر                   | ديسمبر                   | المعدل السنوي            |
| --- | ------------------------ | ------------------------ | ------------------------ | ------------------------ | ------------------------ | ------------------------ | ------------------------ | ------------------------ | ------------------------ | ------------------------ | ------------------------ | ------------------------ | ------------------------ |
| الدرجة القصوى °م (°ف) | 27 (81)                  | 31 (88)                  | 34 (93)                  | 41 (106)                 | 44 (111)                 | 44 (111)                 | 47 (117)                 | 46 (115)                 | 43 (109)                 | 39 (102)                 | 37 (99)                  | 31 (88)                  | 40 (104)                 |
| متوسط درجة الحرارة الكبرى °م (°ف)                                                                                        | 20.9 (69.6)              | 22.6 (72.7)              | 25.8 (78.4)              | 29.9 (85.8)              | 33.8 (92.8)              | 37.2 (99.0)              | 38.2 (100.8)             | 38.7 (101.7)             | 35.9 (96.6)              | 32.4 (90.3)              | 27.3 (81.1)              | 22.5 (72.5)              | 30.4 (86.8)              |
| المتوسط اليومي °م (°ف)                                                                                                   | 15.6 (60.1)              | 17 (63)                  | 19.9 (67.8)              | 23.8 (74.8)              | 26.5 (79.7)              | 30.4 (86.7)              | 31.8 (89.2)              | 32.2 (90.0)              | 30.1 (86.2)              | 26.6 (79.9)              | 21.8 (71.2)              | 17.2 (63.0)              | 24.4 (76.0)              |
| متوسط درجة الحرارة الصغرى °م (°ف)                                                                                        | 10.4 (50.7)              | 11.4 (52.5)              | 14 (57)                  | 17.7 (63.9)              | 19.3 (66.7)              | 23.7 (74.7)              | 25.5 (77.9)              | 25.7 (78.3)              | 24.4 (75.9)              | 20.9 (69.6)              | 16.3 (61.3)              | 11.9 (53.4)              | 18.4 (65.2)              |
| أدنى درجة حرارة °م (°ف)                                                                                                  | 3 (37)                   | 3 (37)                   | 8 (46)                   | 11 (52)                  | 16 (61)                  | 21 (70)                  | 22 (72)                  | 23 (73)                  | 21 (70)                  | 16 (61)                  | 8 (46)                   | 5 (41)                   | 3 (37)                   |
| الهطول مم (إنش) | 4 (0.2)                  | 6 (0.2)                  | 5 (0.2)                  | 3 (0.1)                  | 1 (0.0)                  | 0 (0)                    | 0 (0)                    | 0 (0)                    | 0 (0)                    | 1 (0.0)                  | 3 (0.1)                  | 6 (0.2)                  | 29 (1)                   |
| متوسط الأيام الممطرة | 2                        | 1                        | 2                        | 1                        | 1                        | 0                        | 0                        | 0                        | 0                        | 0                        | 1                        | 2                        | 10                       |
| متوسط الرطوبة النسبية (%)                                                                                                | 49.5                     | 51                       | 47                       | 38                       | 34.5                     | 29                       | 24.5                     | 32                       | 39.5                     | 44.5                     | 47                       | 50                       | 40.5                     |
| ساعات سطوع الشمس اليومية                                                                                                 | 8                        | 9                        | 9                        | 10                       | 12                       | 13                       | 13                       | 13                       | 12                       | 10                       | 9                        | 7                        | 10                       |
| المصدر #1: Köppen-Geiger climate classification system classifies its climate as hot desert (BWh), as the rest of Egypt. |                          |                          |                          |                          |                          |                          |                          |                          |                          |                          |                          |                          |                          |
| المصدر #2: BBC Weather for records and humidity, Weather2Travel for rainy days and sunshine                              |                          |                          |                          |                          |                          |                          |                          |                          |                          |                          |                          |                          |                          |

### السيول
في 8 مايو 2014 انهالت السيول على منطقة جنوب سيناء بما فيها مدينة طابا التي عانت من آثار الدمار بشدة نتيجة ردم مجاري السيول أثناء أعمال توسعة طريق طابا الدولي، مما ألحق أضرار بالغة بالعديد من الفنادق والمنشآت السياحية وتعطلت حركة المرور من وإلى معبر طابا، وانقطعت الكهرباء نتيجة تحطم أبراج الضغط العالي، وجرف المحولات، وتمزق كابلات الجهد العالي، وانعزلت المدينة نتيجة تدمير المياه شديدة الاندفاع لطريق طابا الدولي، فيما فقد بعض الأشخاص وأصيب آخرون. عقب الكارثة تم رفع درجة الاستعداد القصوى بمحافظة جنوب سيناء، وتم دفع عدد من الحافلات لنقل السائحين والمواطنين والعمالة لمدينتي شرم الشيخ والقاهرة، وتم الدفع بسلع غذائية وعربات مياه، وسيارات شفط المياه، وتوصيل الكهرباء لمحطة طابا وفتح معسكرات للإيواء. ولتلافي نتائج تلك الكوارث الطبيعية في المستقبل شرعت الحكومة المصرية في بدأ مشروعات عاجلة للحد من خطر السيول بمدينتي طابا ونويبع بإجمالي تكلفة 300 مليون جنيه، شملت إنشاء عدد 8 سدود، و 3 بحيرات بنويبع، بالإضافة إلى إنشاء بحيرات وحواجز توجيه وسدود ومجاري تصريف مياه ومعابر أسفل الطرق بمدينة طابا. وتكلفت المرحلة الأولى لحماية مدينة طابا مبلغ 50 مليون جنيه واشتملت على إنشاء قناة صناعية بطول 2750 متر وعرض 50 متر بعمق 2.5 متر في وادي مقبلا، وإنشاء سد ركامي بوادي المراخ بارتفاع 9 متر وعرض 130 متر، إلى جانب إنشاء بحيرة صناعية وحاجز توجيه ركامي بطول 650 متر، ومعبر إيرلندي على الطريق الدولي طابا/نويبع، بالإضافة إلى إنشاء قناة صناعية بطول 1150 متر وبعرض 70 متر بعمق متران. وفي وادي القرنة تم إنشاء بحيرة صناعية بطول 120 متر وعرض 70 متر وبعمق 6 متر، وإنشاء قناة تصريف بوادي طابا بطول 450 متر وبعرض 345 متر بارتفاع 2.5 متر.

## المعالم الطبيعية والسياحية

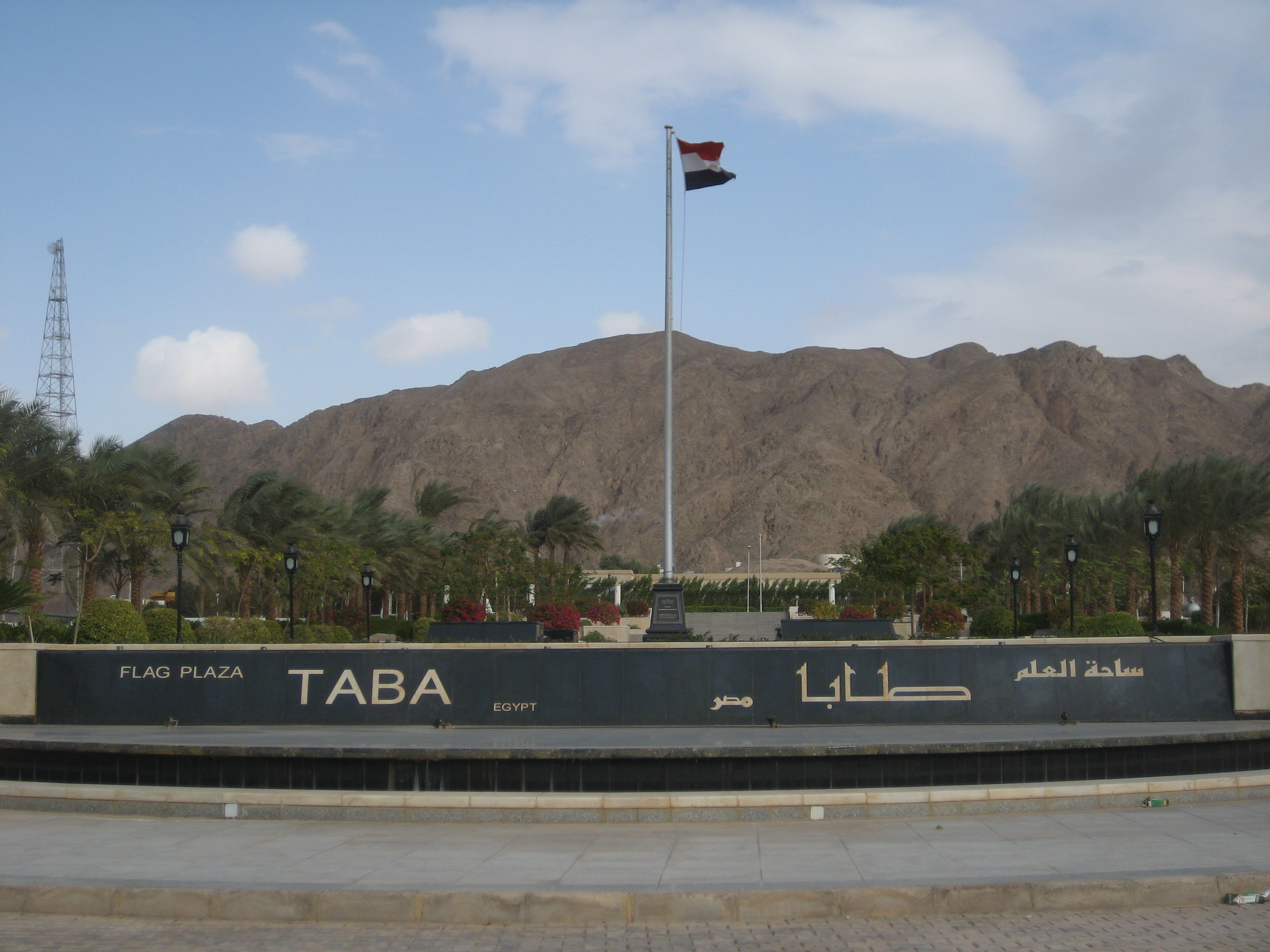
منصة العلم.

يقع بالمدينة على العديد من المعالم السياحية المميزة منها: منصة العلم وهي نصب تذكاري لموقع رفع العلم المصري على أرض طابا المحررة في 19 مارس 1989. والقرية البدوية النموذجية التي تضم 198 منزل بدوي، ومدرسة، ووحدة صحية و 60 محل ومركز شباب، وأنشأت بهدف خدمة التجمعات البدوية خاصة وادي المراخ بطابا، بتكلفة تصل إلى 50 مليون جنيه. بالإضافة إلى متحف طابا الذي يحفظ تاريخ معالم المدينة. ويضم ثلاث قاعات تحتوي على أكثر من 700 قطعة أثرية تعد أرشيفاً لحياة شعب جنوب سيناء بدءاً من العصر الفرعوني وحتى العصر الحديث.

### خليج فيورد

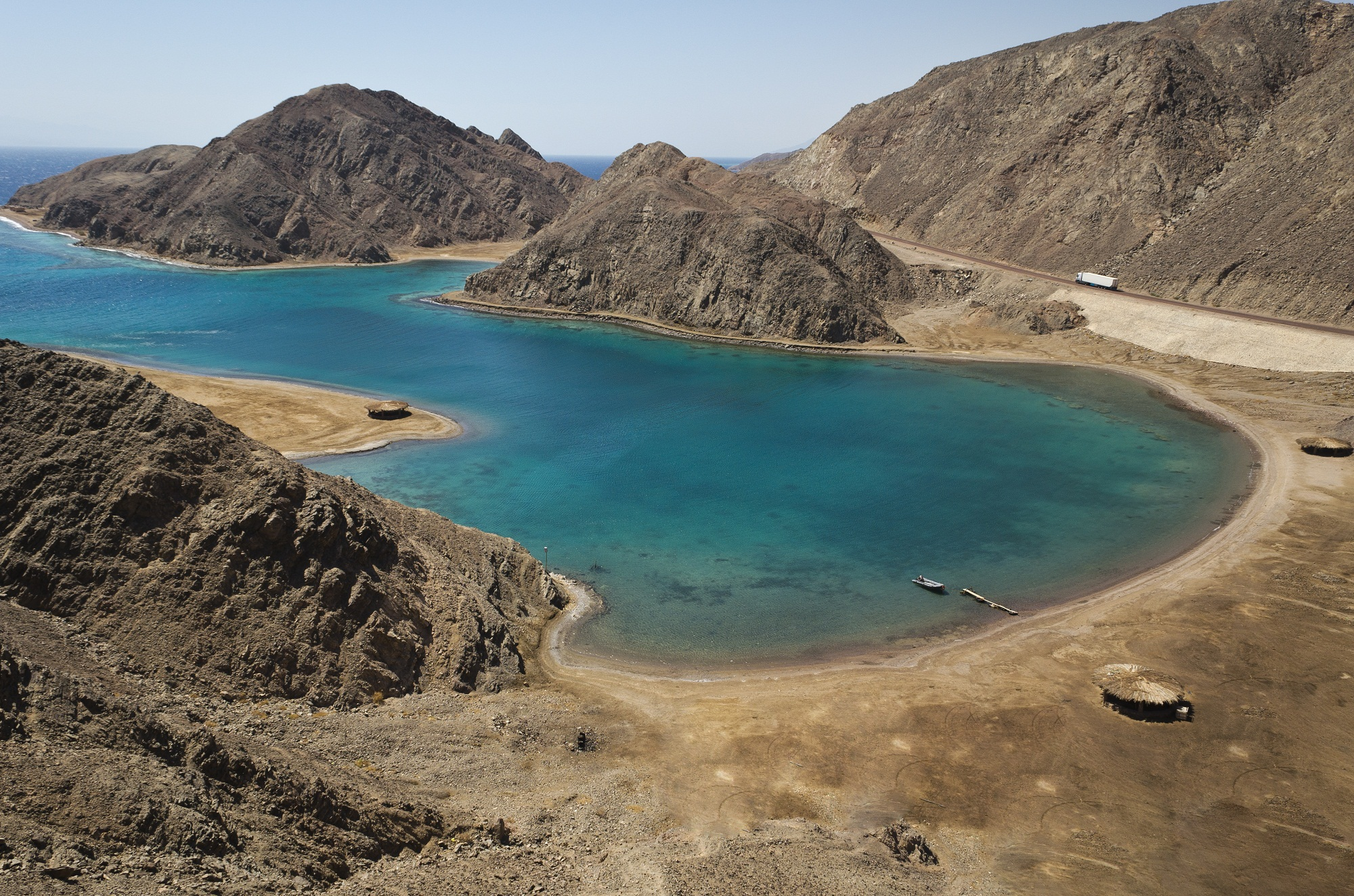
خليج فيورد

يقع خليج فيورد على بعد 15 كم جنوب طابا، وهو بقعة غطس مذهلة يحتضنها ويحميها خليج طبيعي خلاب من الشعاب المرجانية في مشهد لا ينسى. يناسب الخليج هواة الغطس ومحترفيه، حيث تجذب منطقة الحفرة أو الهول محترفي الغوص والتي يمكن الوصول إلى مدخلها عن طريق مجموعة ضخمة من الشعاب المرجانية على عمق 16 متر، لتبدأ الرحلة داخل الحفرة حتى عمق 24 متر يشهد خلالها الغواصون مشاهد نادرة للحياة البحرية تتضمن رؤية أسماك البحر المفتوح وهي تتغذى على أسماك الزجاج الصغيرة والسمك الفضي، أما لهواة الغوص الأقل خبرة فالبديل هو منطقة الموزة وهي بقعة ضحلة من الشعاب المرجانية التي تشبه في الشكل فاكهة الموز والتي يصل عمقها بحد أقصى إلى 12 متر وتأوي مجموعة متنوعة من الأسماك والشعاب.

### محمية طابا

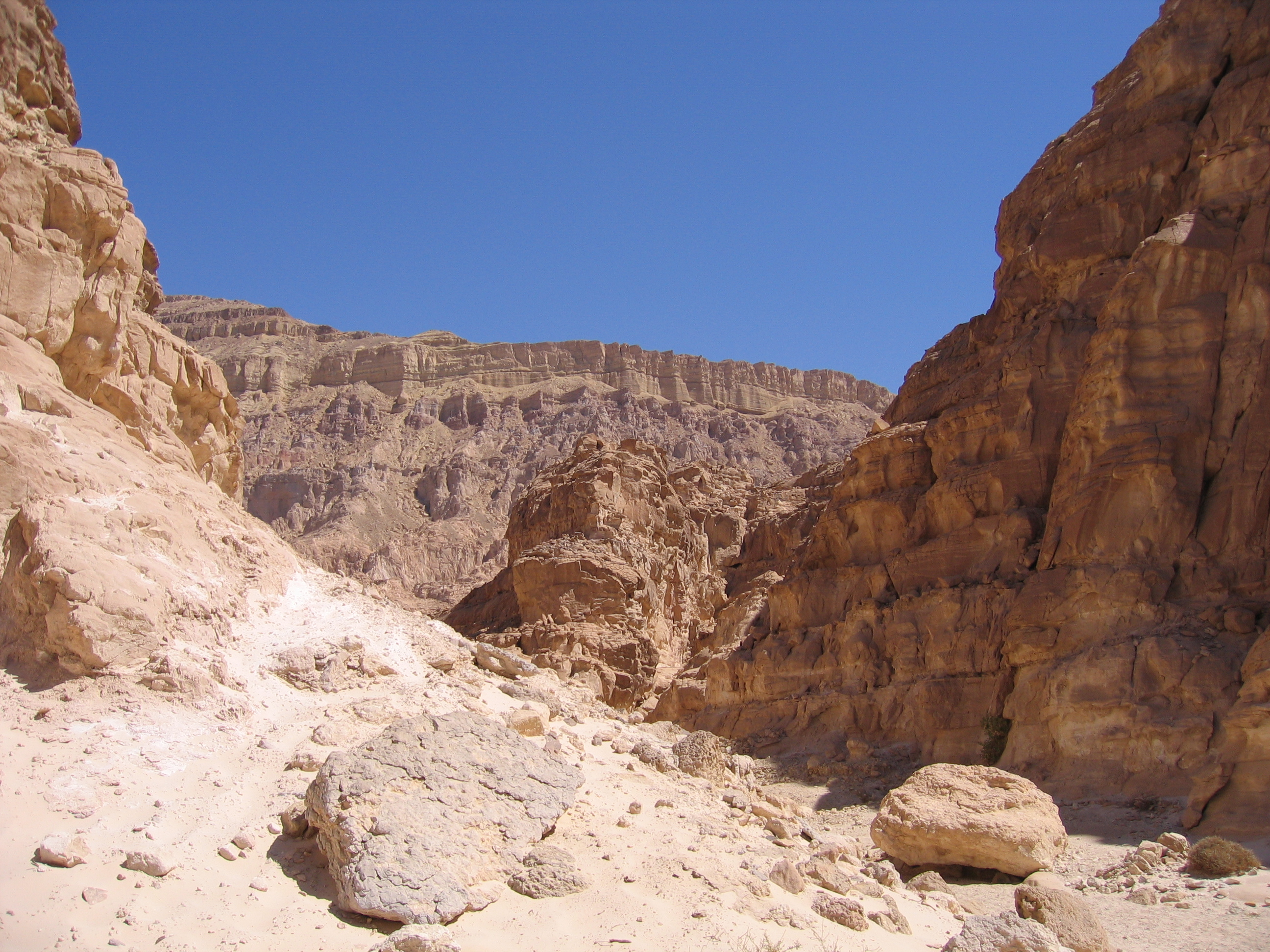
الوادي الملون بمحمية طابا.

تعتبر محمية طابا التي من أكثر الأماكن المفضلة لدى السياح بالمدينة، وتحتوي على كهوف وممرات جبلية، ووديان أشهرها وادي وتير والزلجة والصوانة نخيل وواحة عين خضرة، بالإضافة إلى أنواع نادرة من الحيوانات، و 50 نوع من الطيور، وأكثر من 450 نبات نادر.

#### الوادي الملون
الوادي الملون أو الأخدود الملون أو الكانيون هو أحد العجائب الطبيعية بمحمية طابا. وهو متاهة من الصخور الرملية الملونة التي يصل ارتفاعها في بعض الأماكن إلى 40 متر. وتشكل هذا الوادي الذي يمتد في أعماق جبال الصحراء بفعل مياه الأمطار والسيول الشتوية التي حفرت لها قنوات وسط الجبال بعد أن ظلت تتدفق لمئات السنين. واكتسب الوادي الملون اسمه بفضل ظلال الألوان التي تكسو جدرانه وعروق الأملاح المعدنية التي ترسم خطوطا على أحجاره الرملية والجيرية وتضفي عليها ألوانا قرمزية وبرتقالية وفضية وذهبية وأرجوانية وحمراء وصفراء.

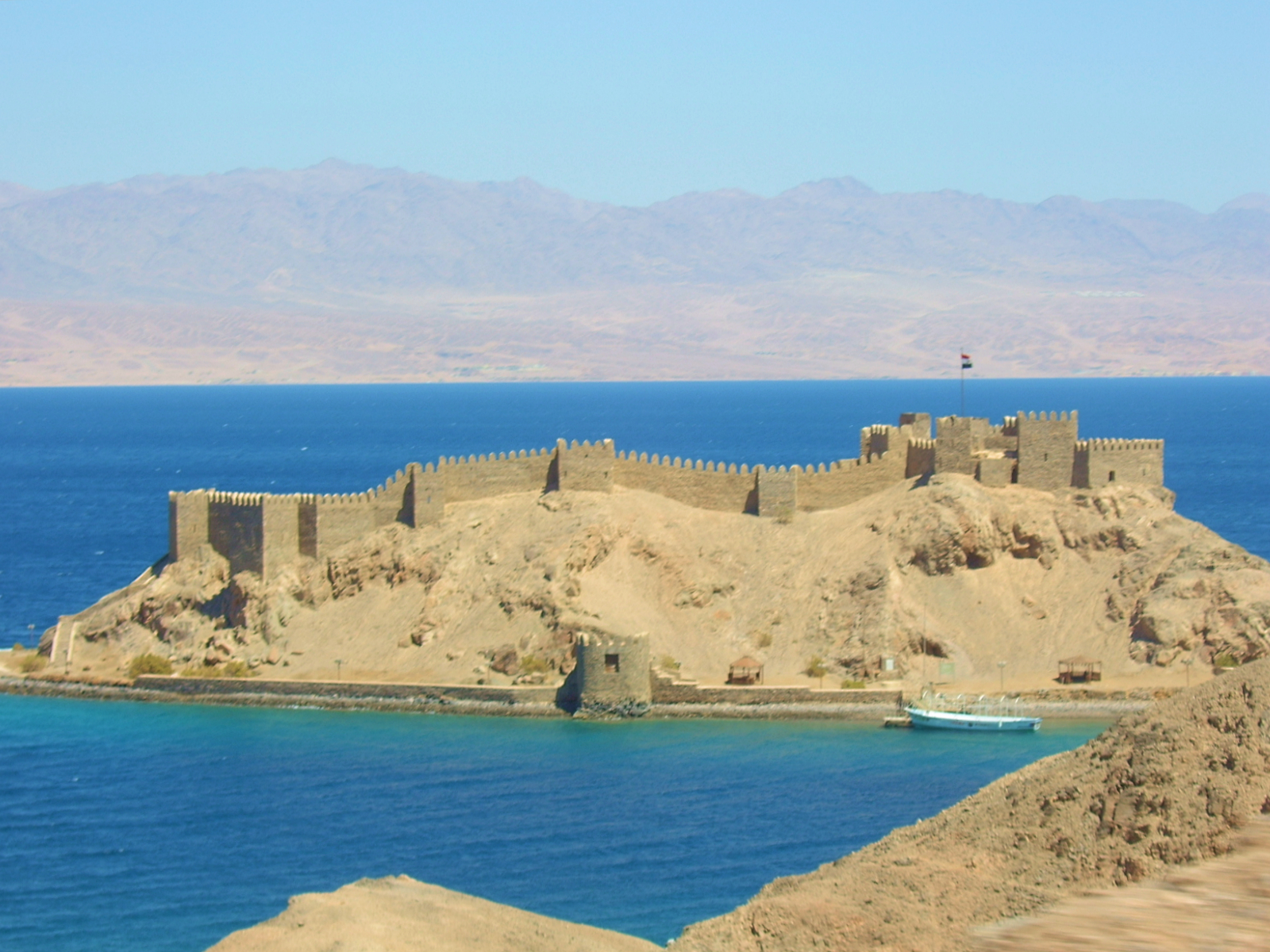
جزيرة فرعون بطابا.

### جزيرة فرعون
تبعد جزيرة فرعون 10 كم عن مدينة العقبة، و 30 متر عن شاطئ سيناء، وتقع بها قلعة صلاح الدين الأثرية، والتي أنشأها القائد صلاح الدين عام 1171 ميلادي، لصد غارات الصليبيين، وحماية طريق الحج المصري عبر سيناء. في عام 1182 ميلادياً حاصر الأمير أرناط صاحب حصن الكرك الجزيرة بقصد إغلاق البحر الأحمر أمام المسلمين، واحتكار تجارة الشرق الأقصى والمحيط الهندي بالاستيلاء على أيلة شمالاً (العقبة حالياً) وعدن جنوباً، فتصدى له العادل أبو بكر بن أيوب بتعليمات من أخيه صلاح الدين، وكان ذلك تمهيداً لموقعة حطين. تحوي القلعة منشآت دفاعية، وورشة لتصنيع الأسلحة، وقاعة اجتماعات حربية، وغرف للجنود، وفرن للخبز، ومخازن غلال، وحمام بخار، وخزانات مياه، ومسجد أنشأه الأمير حسام الدين باجل بن حمدان. وبنيت القلعة من الحجر الناري الجرانيتي المأخوذ من التل الذي بنيت عليه القلعة.

## النقل والمواصلات

### ميناء طابا البحري

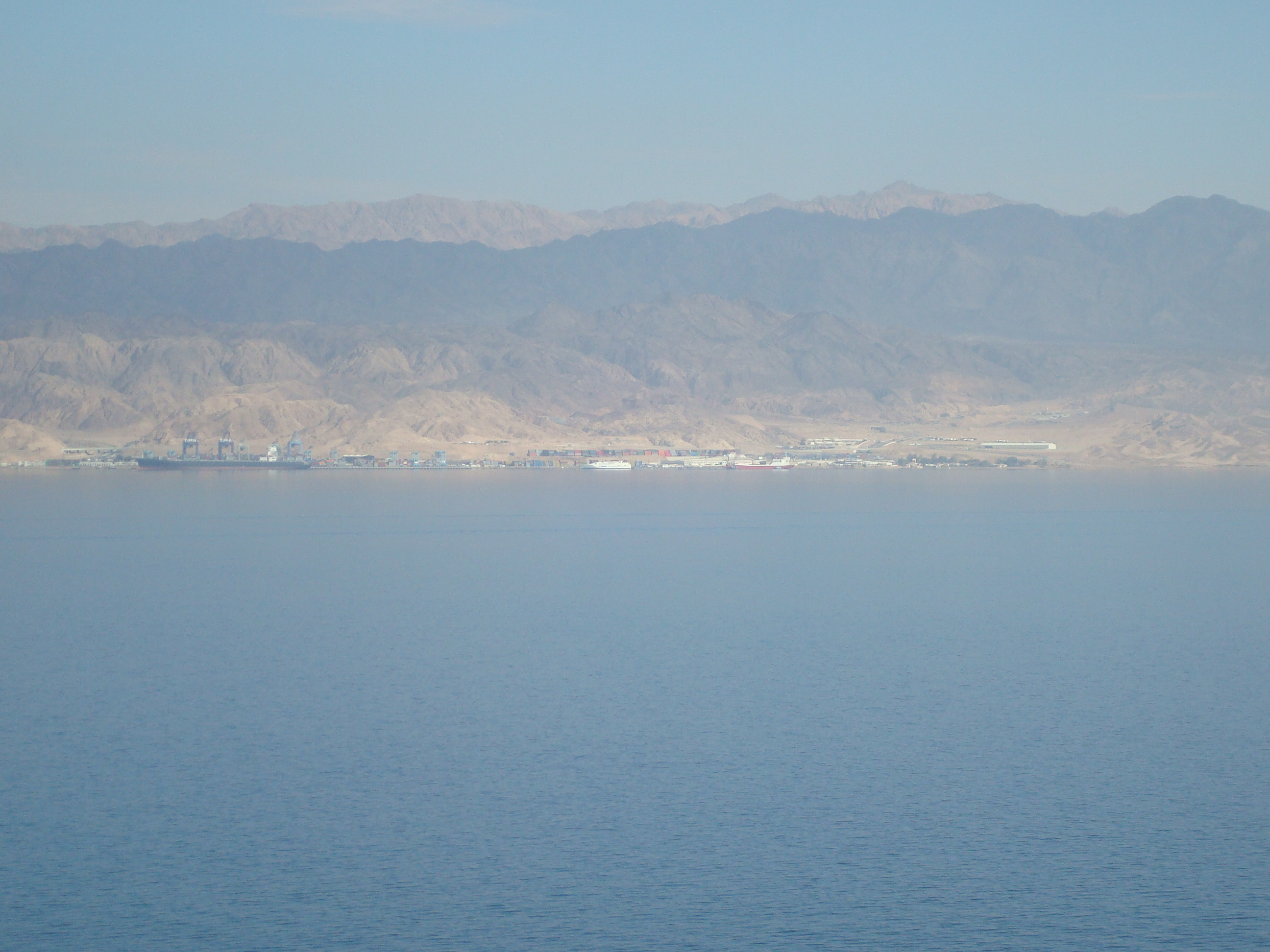
منظر عام للمسافة بين ميناء طابا وميناء العقبة.

ميناء طابا هو ميناء بحري سياحي بدأ كمارينا صغيرة لليخوت في 5 يونيو 2005، وتم تطويره إلى ميناء تجاري سياحي متكامل تنطلق منه رحلات اليخوت إلى ميناء العقبة الأردني. تمتلك هيئة موانئ البحر الأحمر حصة 51% من الميناء، وتقوم على إدارة الميناء شركة مساهمة مع شركتي طابا هايتس وطابا للفنادق. يعمل الميناء على تنشيط العملية السياحية بالمنطقة من خلال استقبال الوفود السياحية القادمة إلى مدينة طابا من ميناء العقبة بما يساهم في إنعاش الحركة السياحية في مصر. كما أطلقت الحكومة المصرية مشروع جديد لتطوير الميناء لتحويله إلى ميناء يصلح لتصدير الحاصلات الزراعية المصرية بتكلفة تبلغ 50 مليون جنيه، وذلك لاختصار وقت نقل المنتجات الزراعية إلى ميناء العقبة من إجمالي عدد ساعات يتراوح بين 24 إلى 36 ساعة إلى 45 دقيقة على الأكثر في رحلات سريعة يمكن أن تنقل 20 ألف شاحنة بعبارات سنوياً. ويشتمل مخطط التطوير على إنشاء إدارات للجوازات، وأمن الموانئ، والحجر البيطري والزراعي، والرقابة على الصادرات، والدفاع المدني، ومكافحة الحرائق، ومناطق لانتظار السيارات، ووحدة لتحلية مياه البحر، واستراحات للعاملين، ومحطة بنزين، وفنار عملاق جديد.

### ميناء طابا الجوي

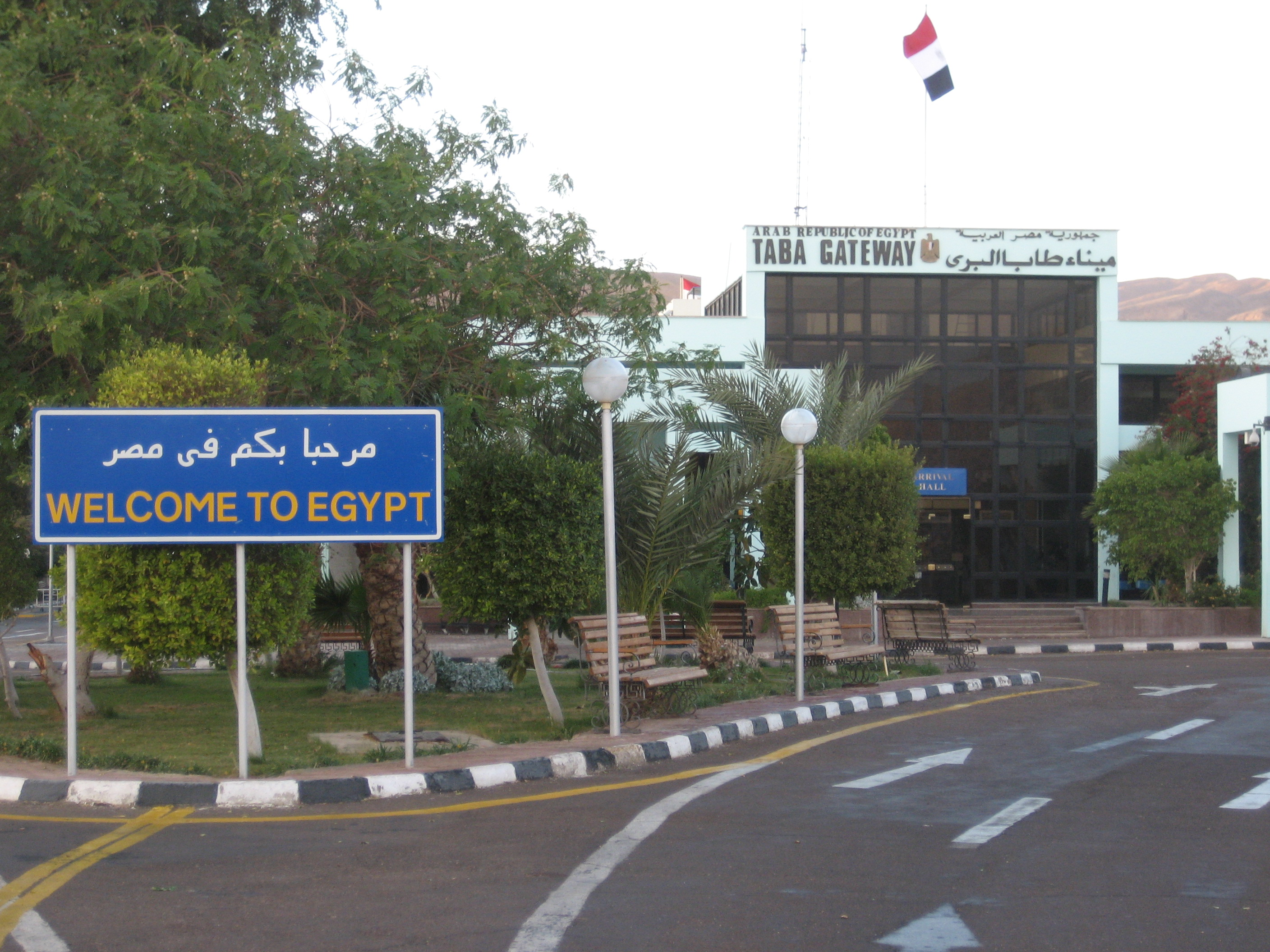
معبر طابا البري.

في أواخر التسعينات تم تطوير مطار طابا ليصبح مطار دولي بتكلفة 36 مليون جنيه، واشتملت أعمال التطوير على إطالة الممر الرئيسي والمساعد للمطار بطول 4 كم وعرض 45 متر، وتجهيزه لاستقبال الطائرات ليلاً طبقاً لنظم المطارات الحديثة. كما تمت توسعة مواقف الطائرات لتسع 12 طائرة من الحجم الكبير والمتوسط، وتم إنشاء مبنى جديد للركاب يستوعب 500 راكب في الساعة مع توفير جميع التجهيزات الحديثة لتحقيق السيولة في حركة الركاب وسرعة إنهاء الإجراءات لخدمة الحركة السياحية بمنطقة طابا ونويبع. في 2009 بدأت الحكومة المصرية في مشروع توسعة مبني الركاب بالمطار لزيادة الطاقة الاستيعابية للمطار من 600 راكب/ساعة إلى 1000 راكب/ساعة بإجمالي 1.5 مليون راكب سنوياً.

### ميناء طابا البري
يصل طابا بمنطقة إيلات الإسرائيلية ميناء بري يعرف باسم معبر طابا يستخدمه في الغالب السائحين الإسرائيليين الراغبين في قضاء إجازاتهم بمنتجعات طابا ونويبع ودهب وشرم الشيخ في جنوب سيناء. في أكتوبر 2011 نفذت المخابرات المصرية عبر هذا المعبر صفقة تبادل 25 سجين مصري بالجاسوس الإسرائيلي إيلان جرابيل. فيما يصل طابا بباقي محافظات مصر شبكة من الطرق البرية تتمثل في طريق طابا/النفق والذي يخترق شبه جزيرة سيناء عرضاً بطول 390 كم ويعرف باسم طريق النقب ومنه إلى مدينة القاهرة، فيما يصلها بباقي مدن محافظة جنوب سيناء السياحية طريق طابا/نويبع ومنه إلى الطريق الساحلي نويبع/شرم الشيخ مروراً بمدينة دهب.

## معرض صور

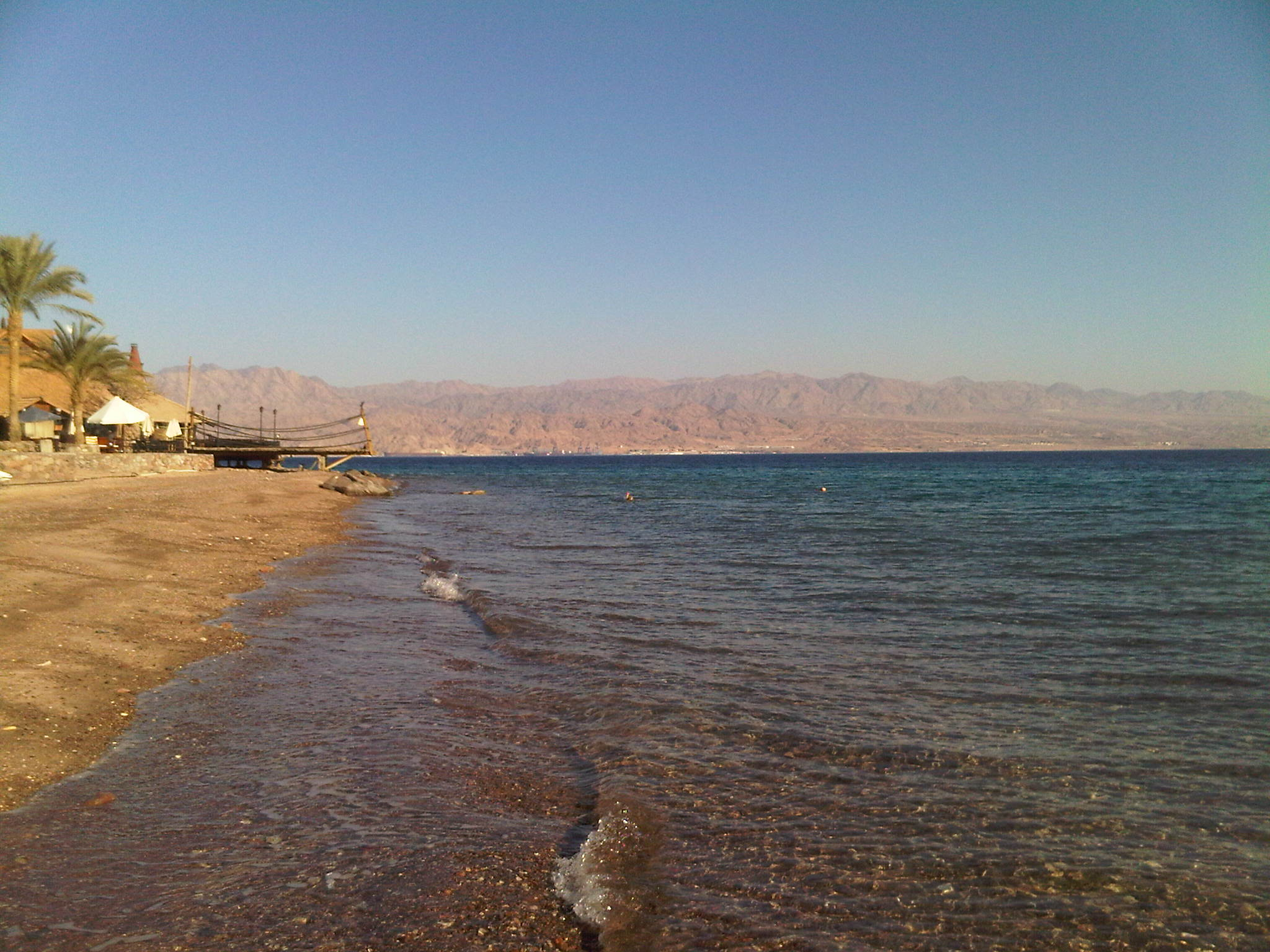
شاطئ البحر الأحمر بطابا.
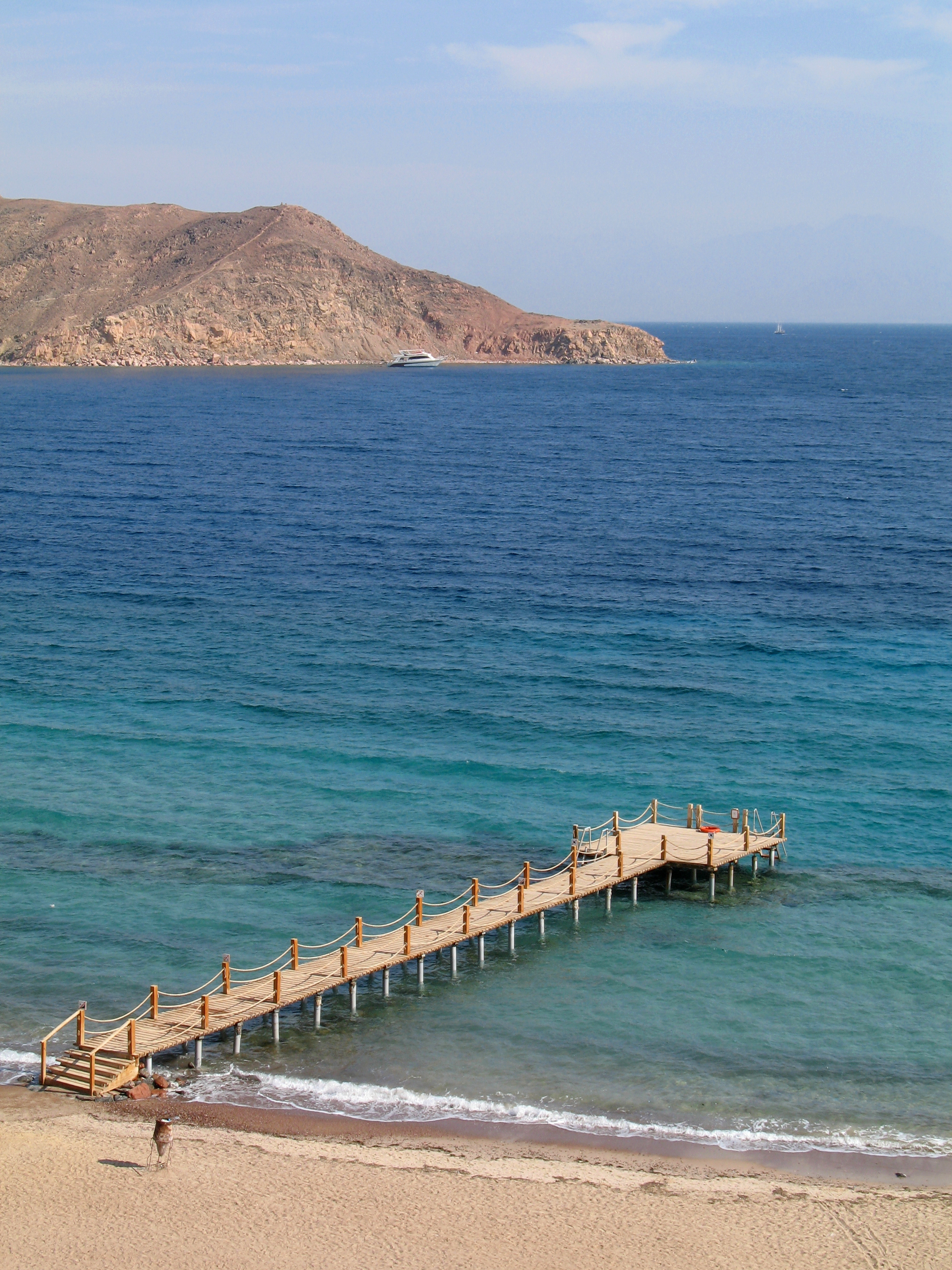
طابا هايتس.
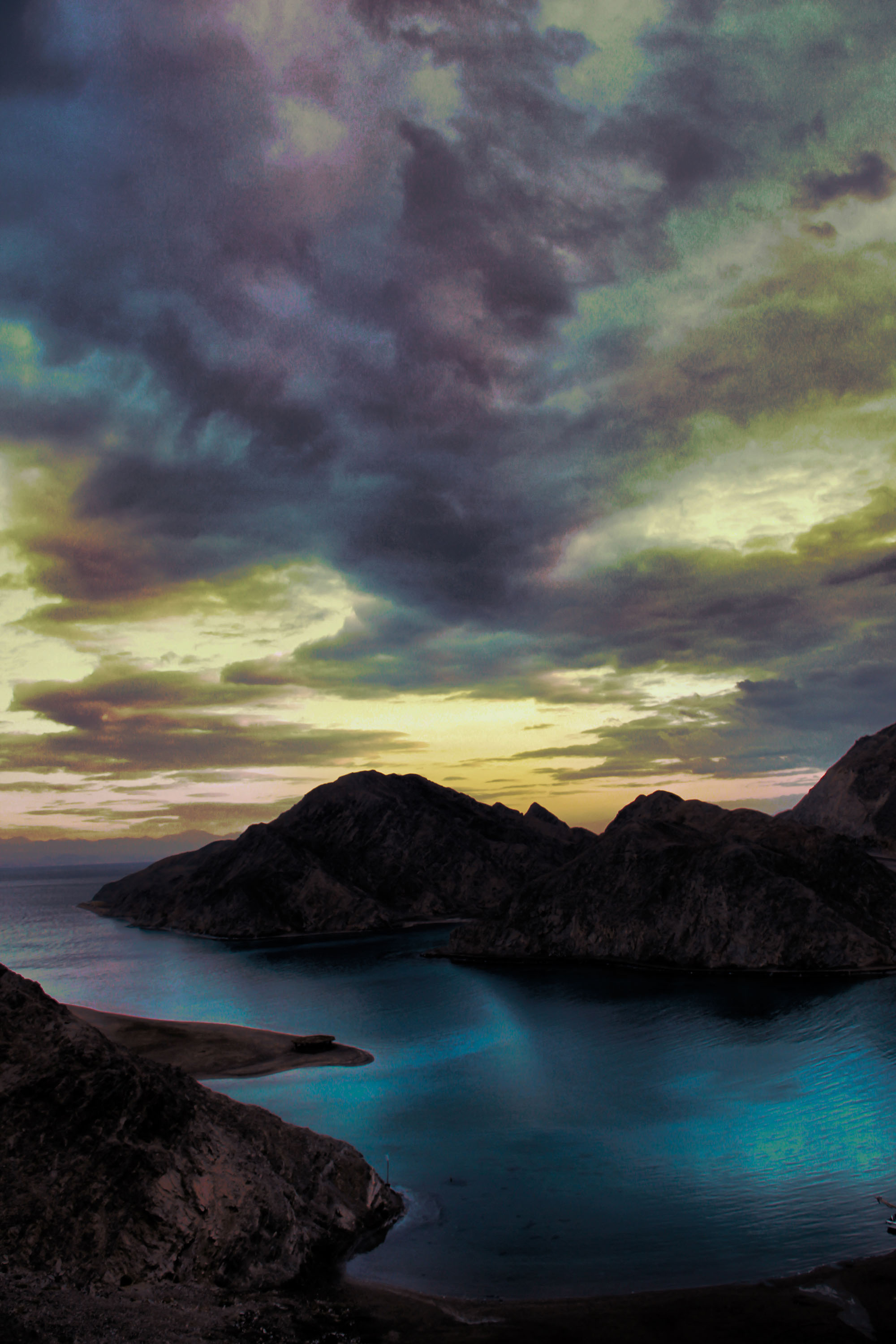
خليج فيورد.
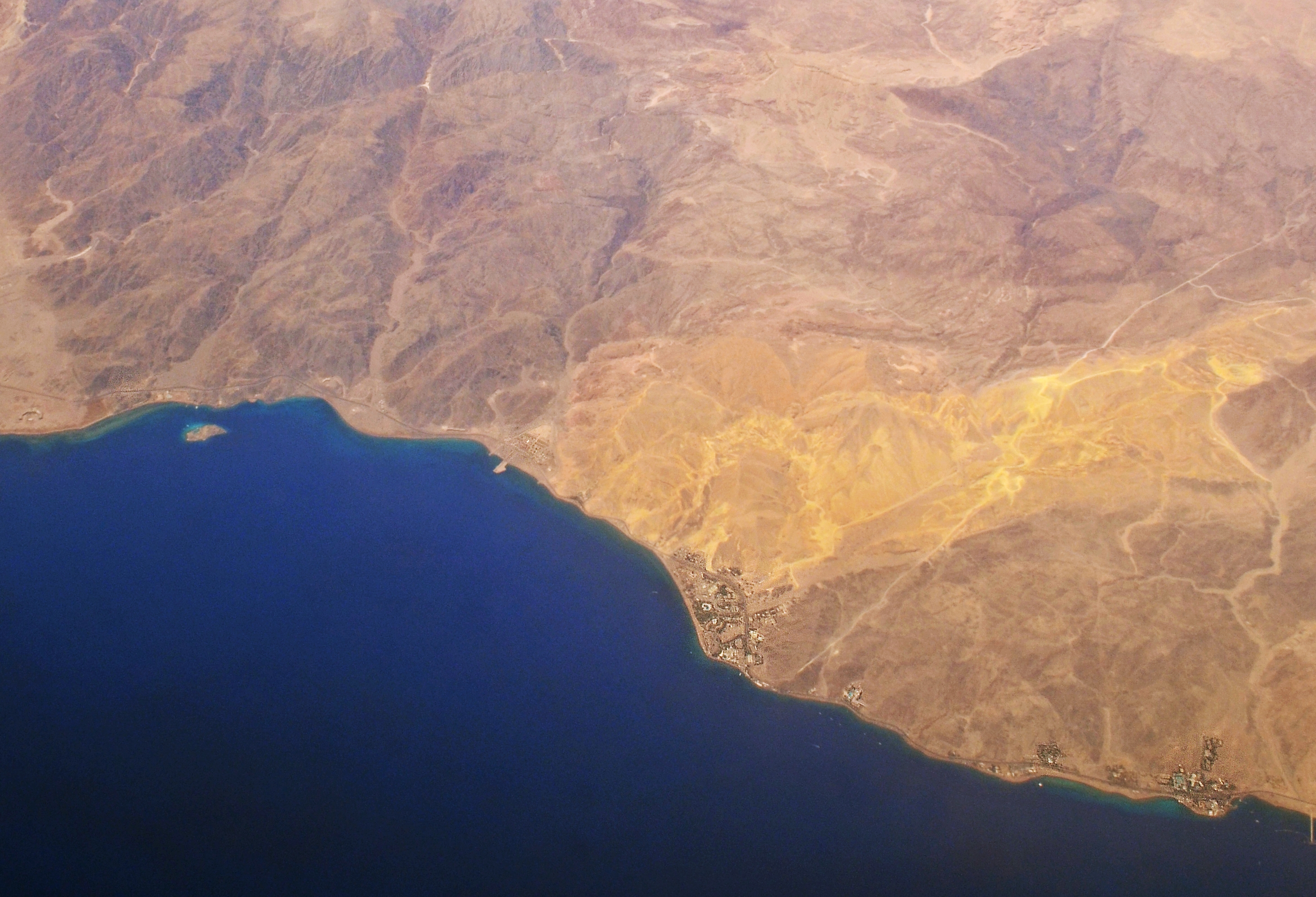
تصوير جوي لساحل طابا.
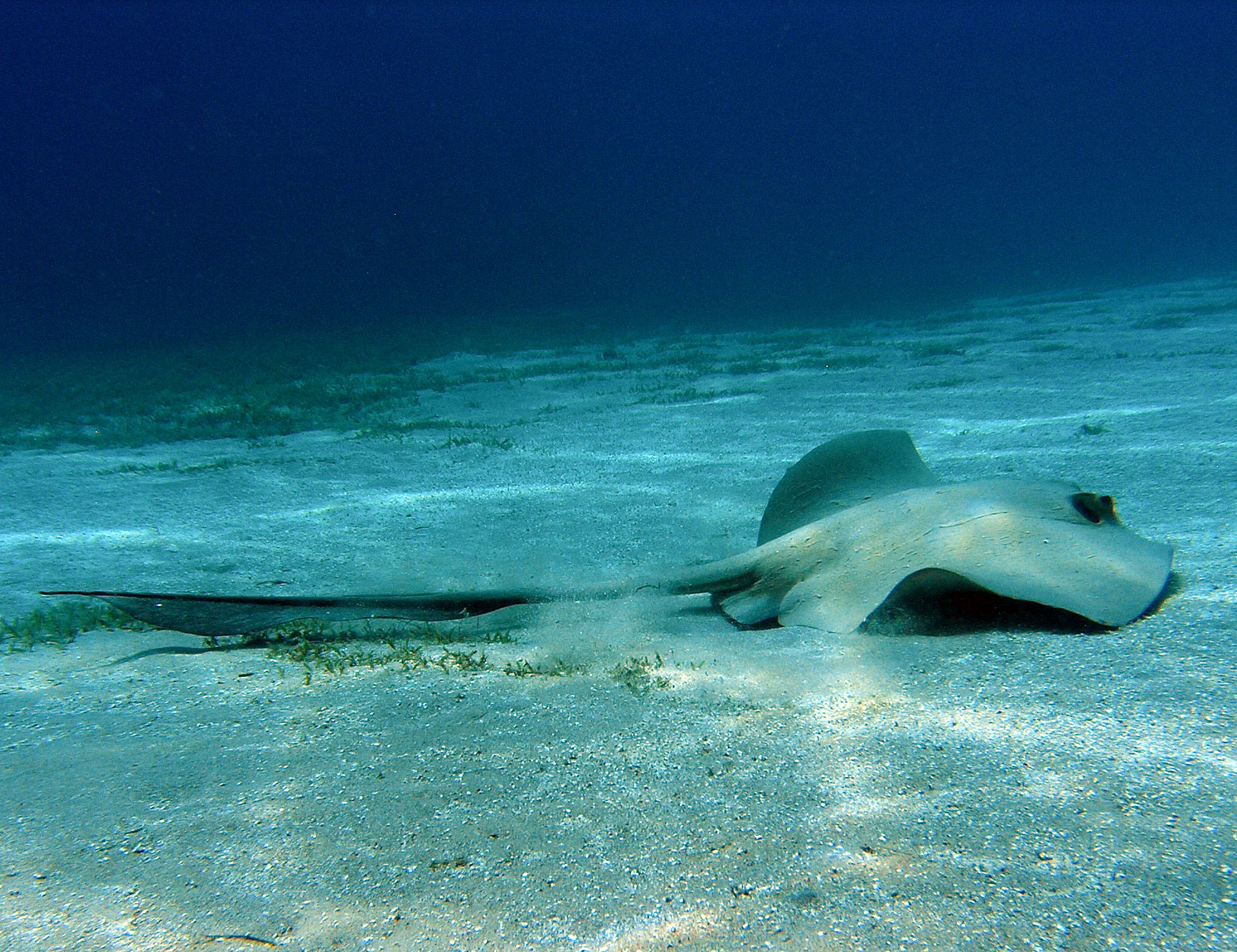
سمك الراي اللاسع.
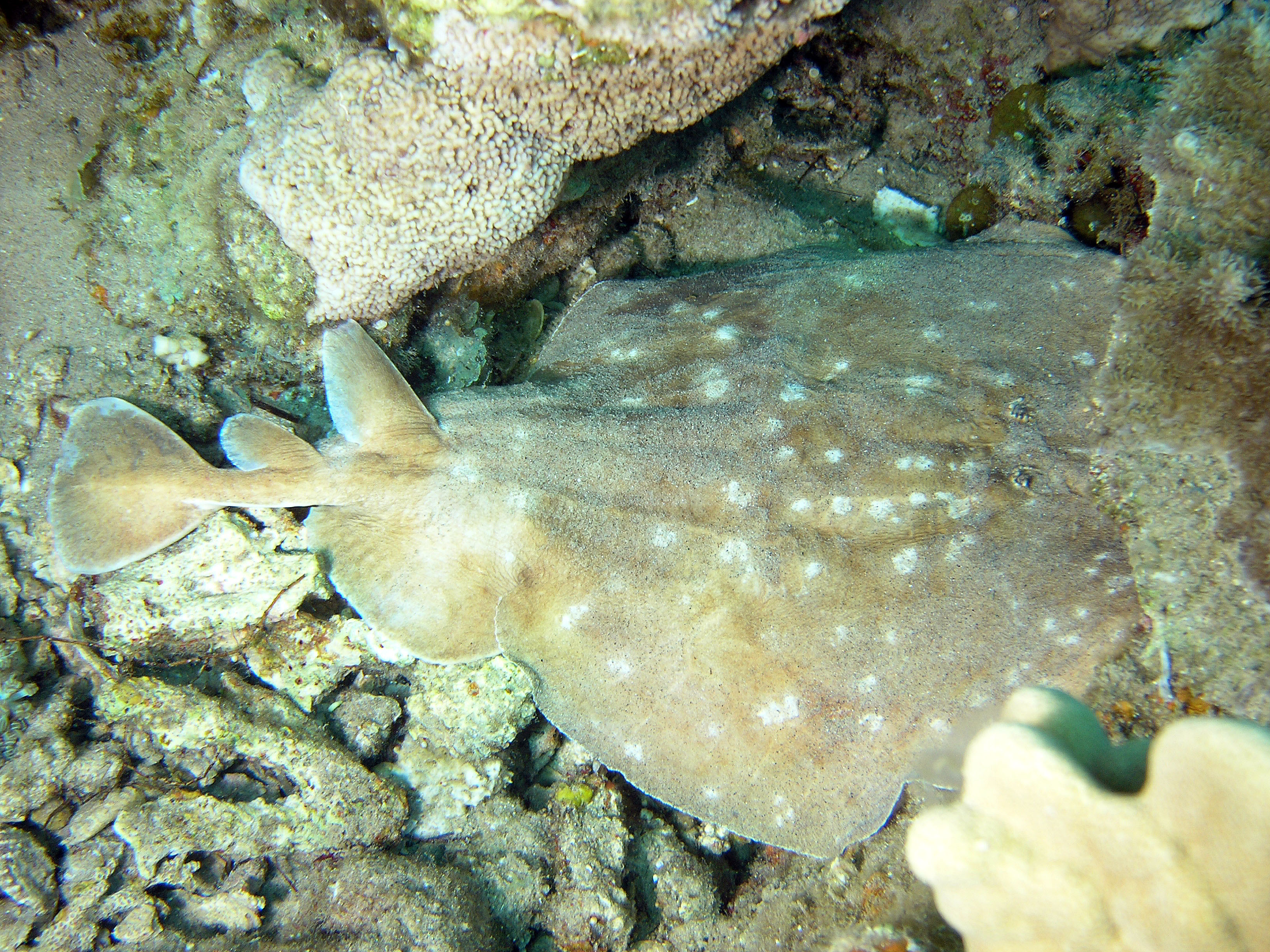
سمك الرعاد.
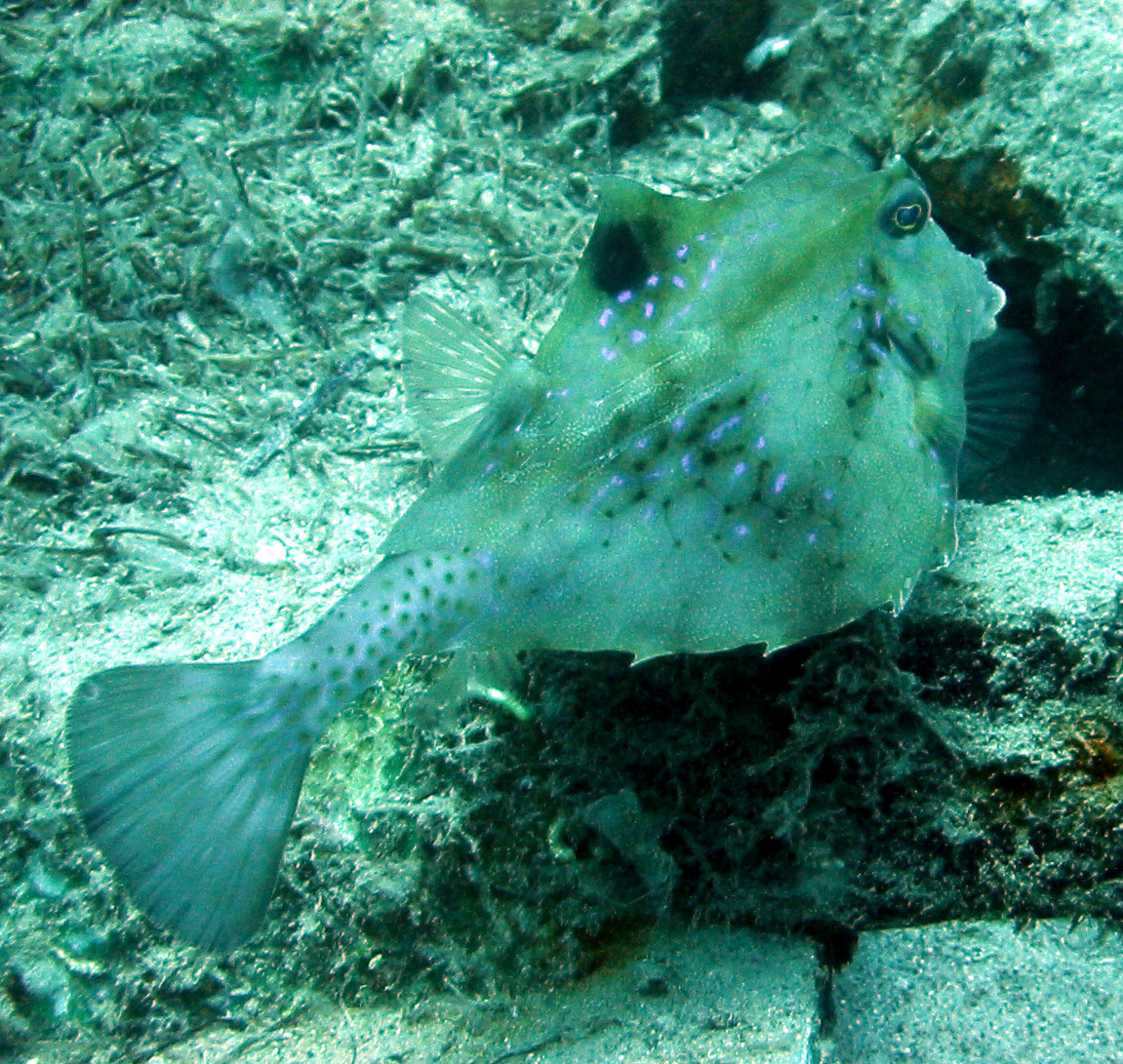
.
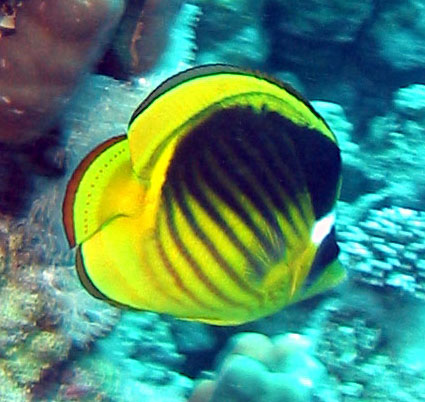
سمك عرائس البحر.
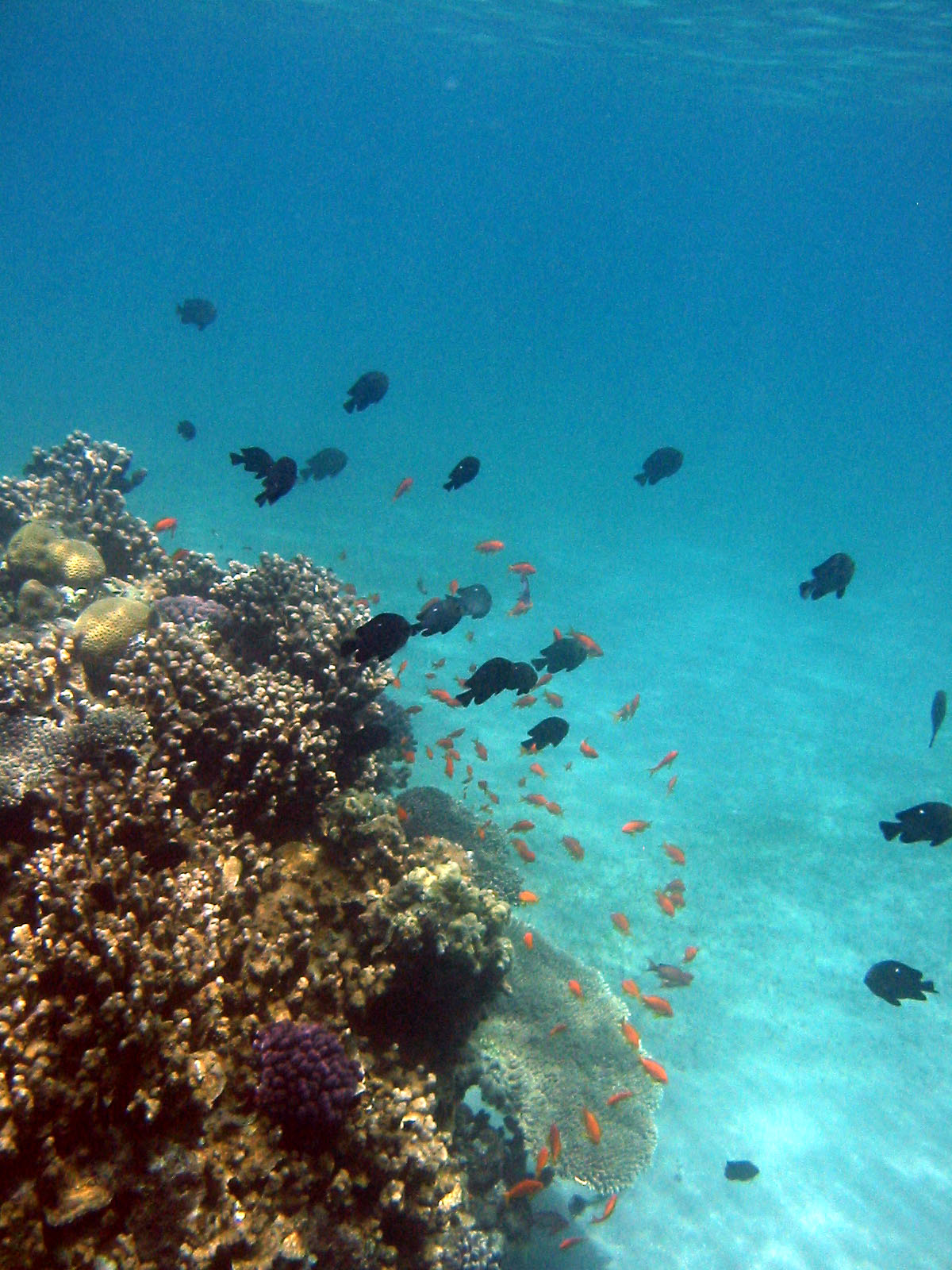
سمك دومينو دامسل.
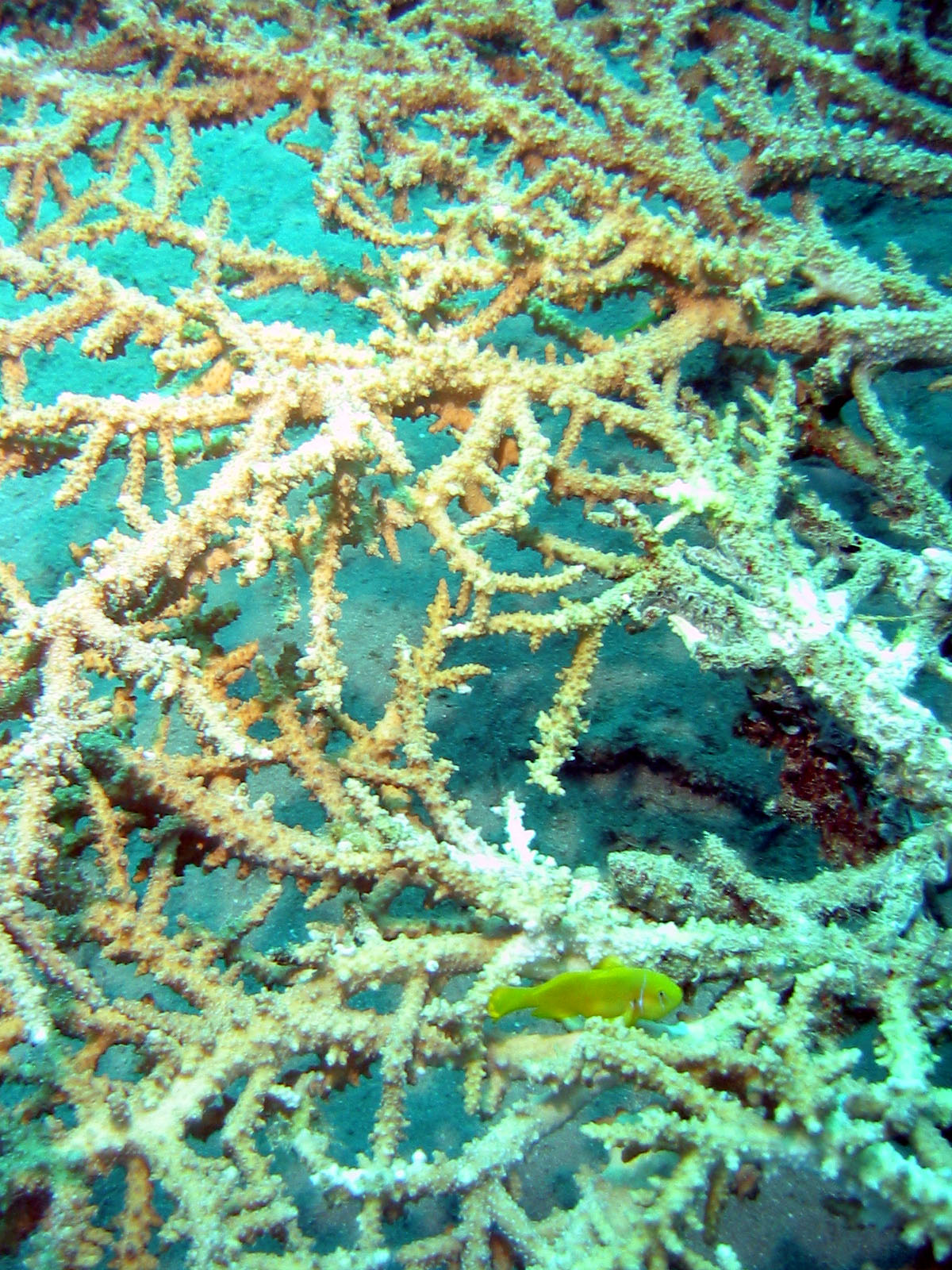
.
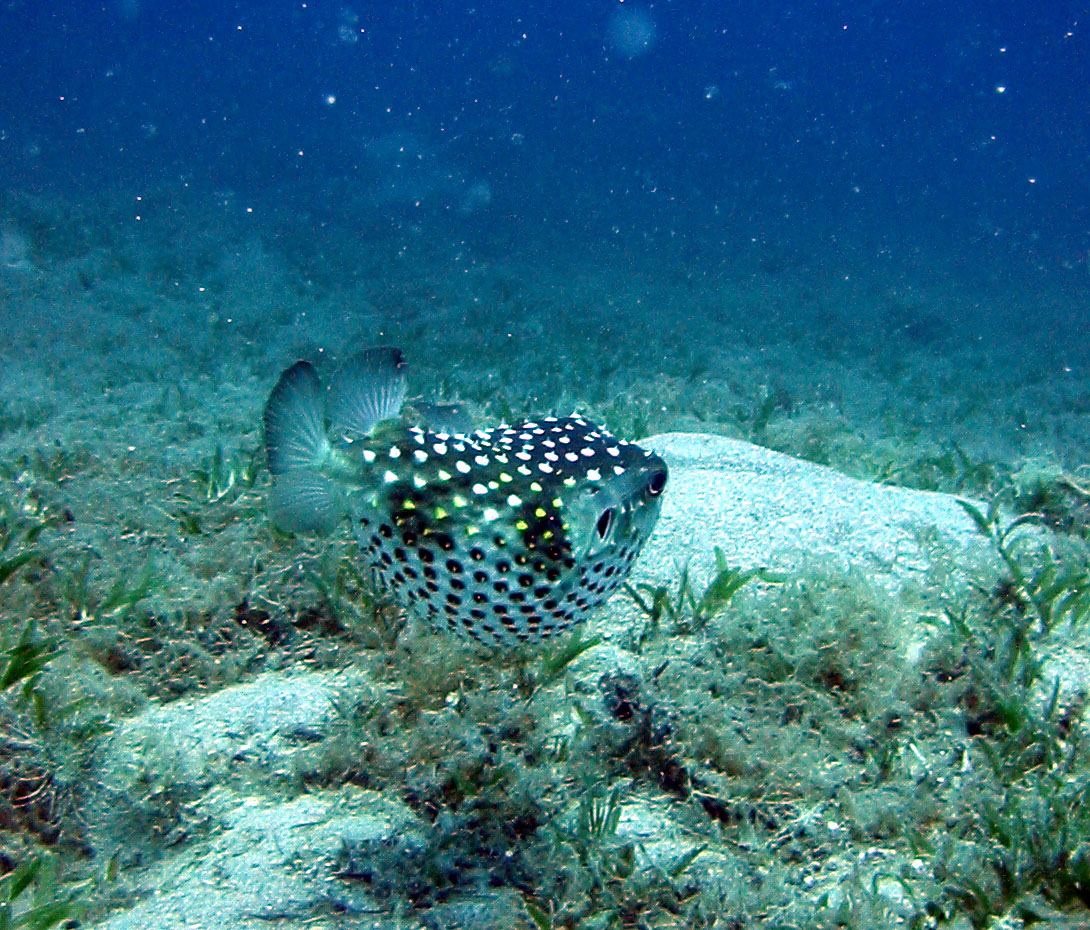
.
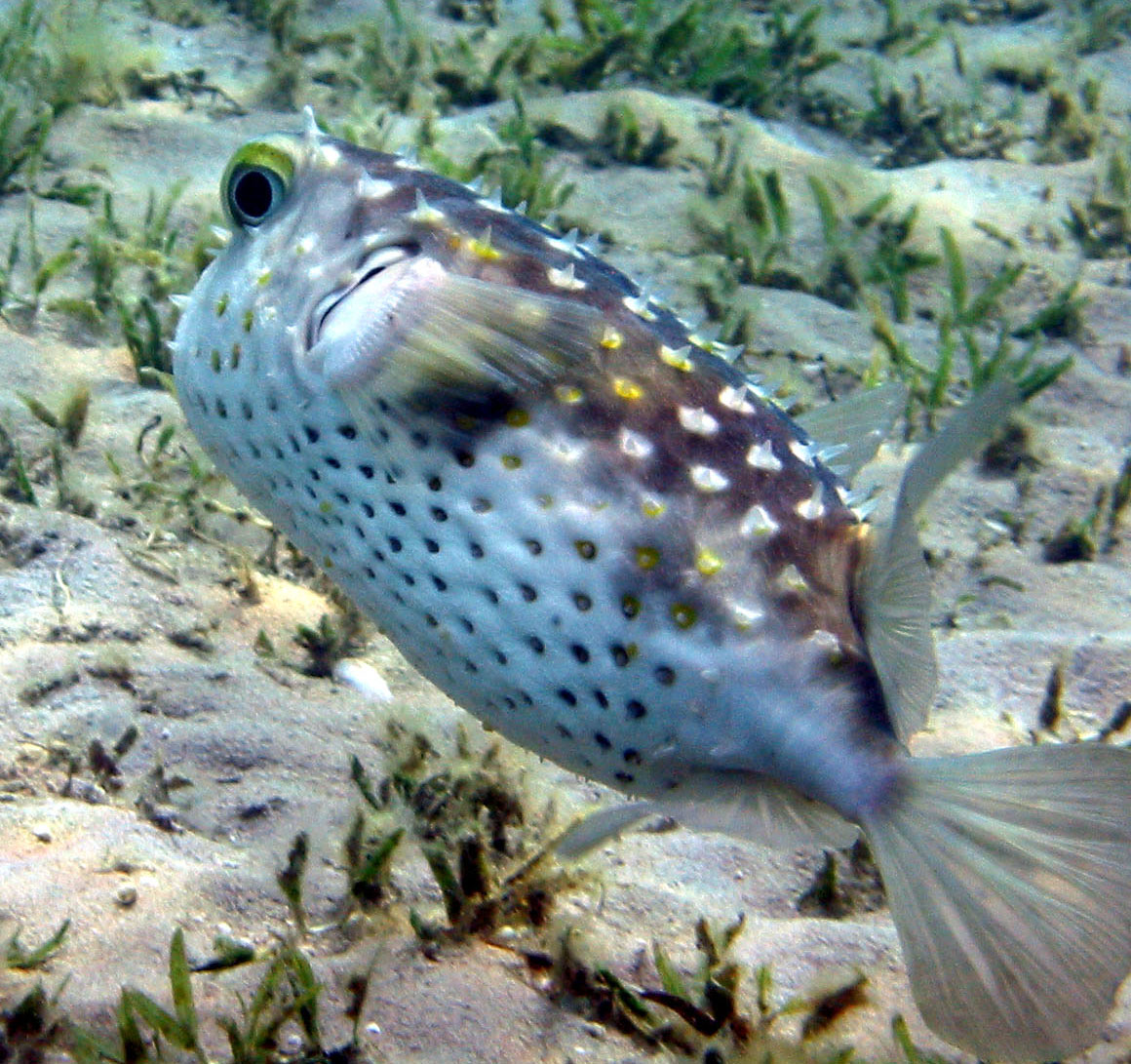
.
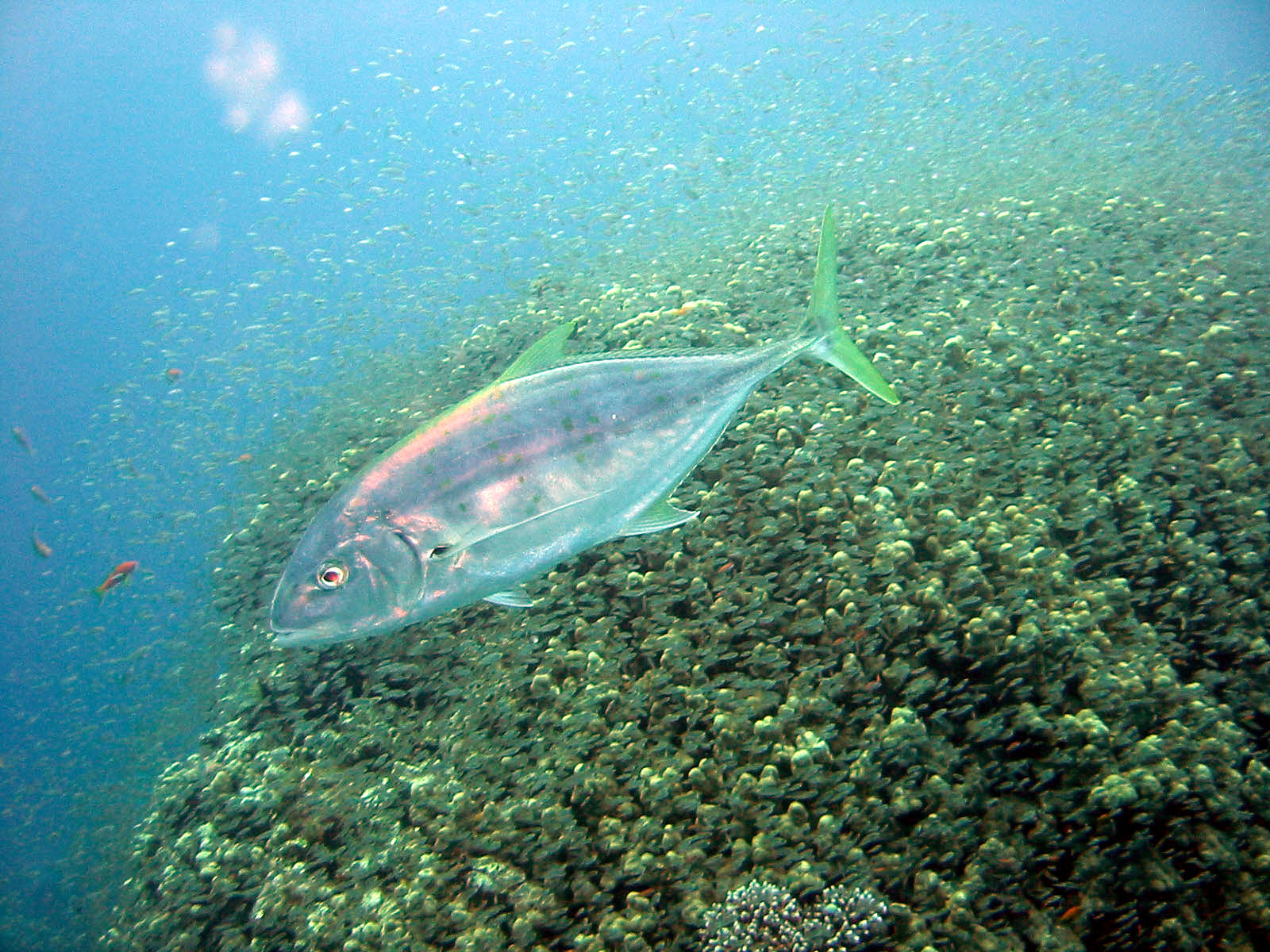
.
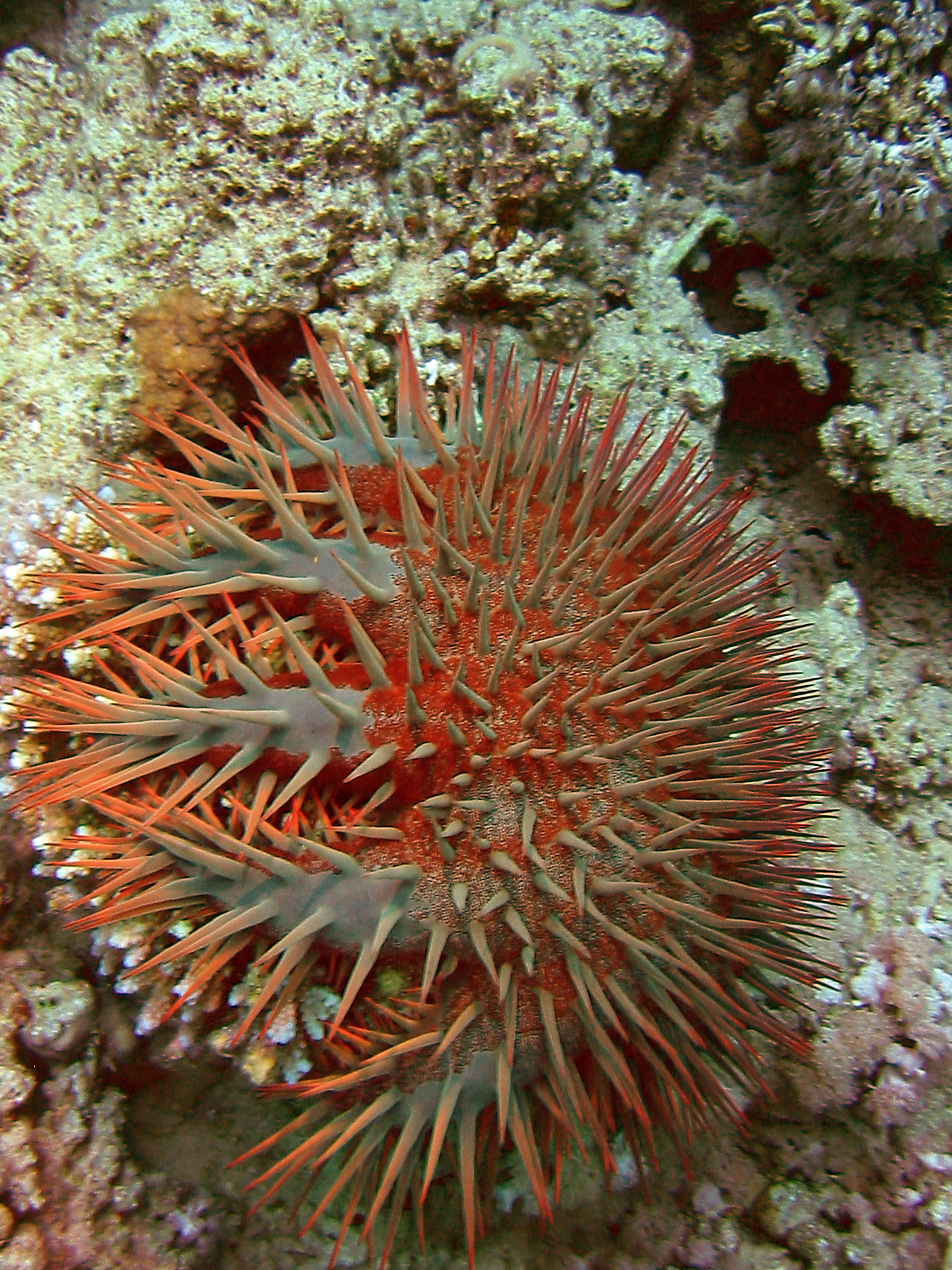
.
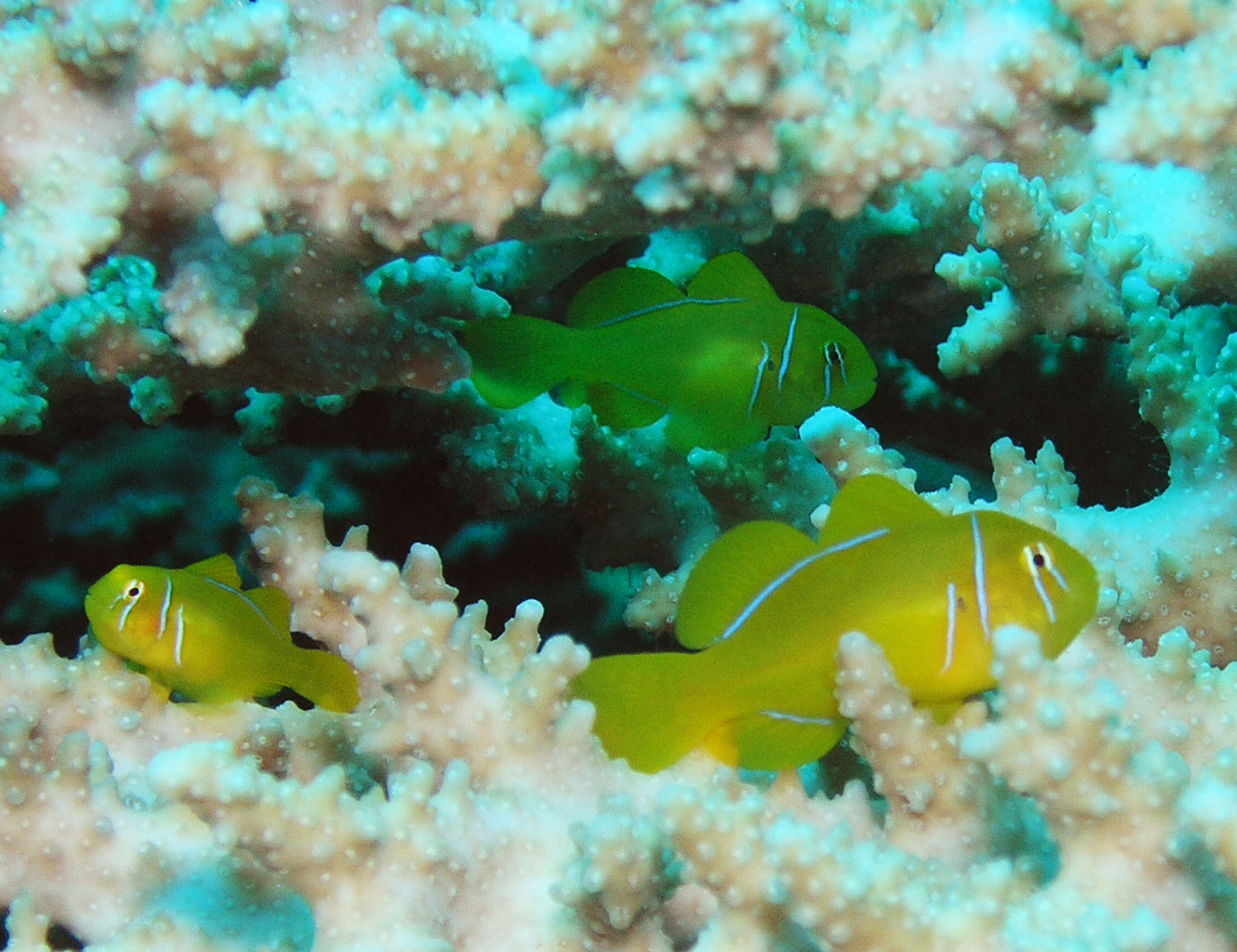
.
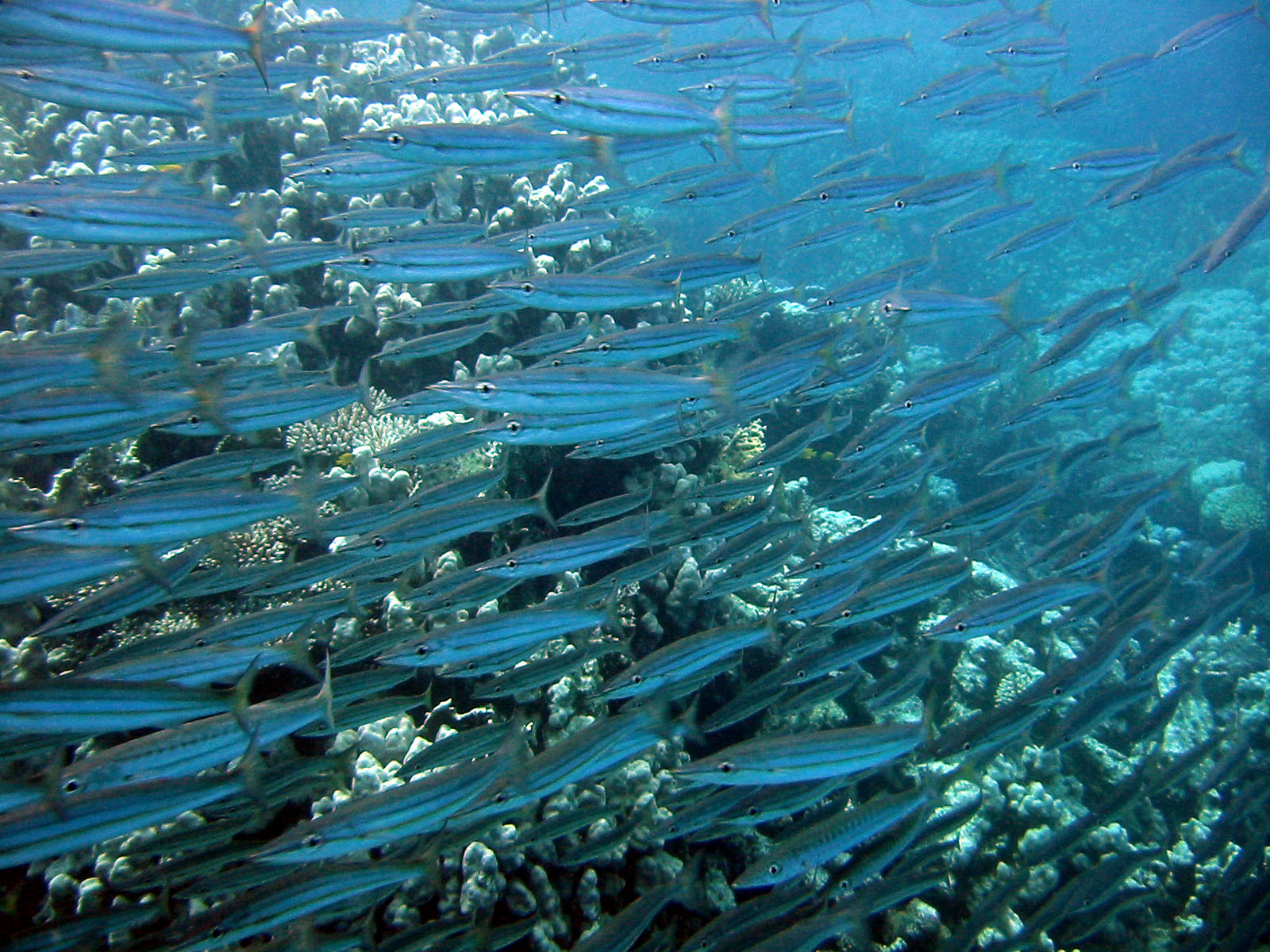
.
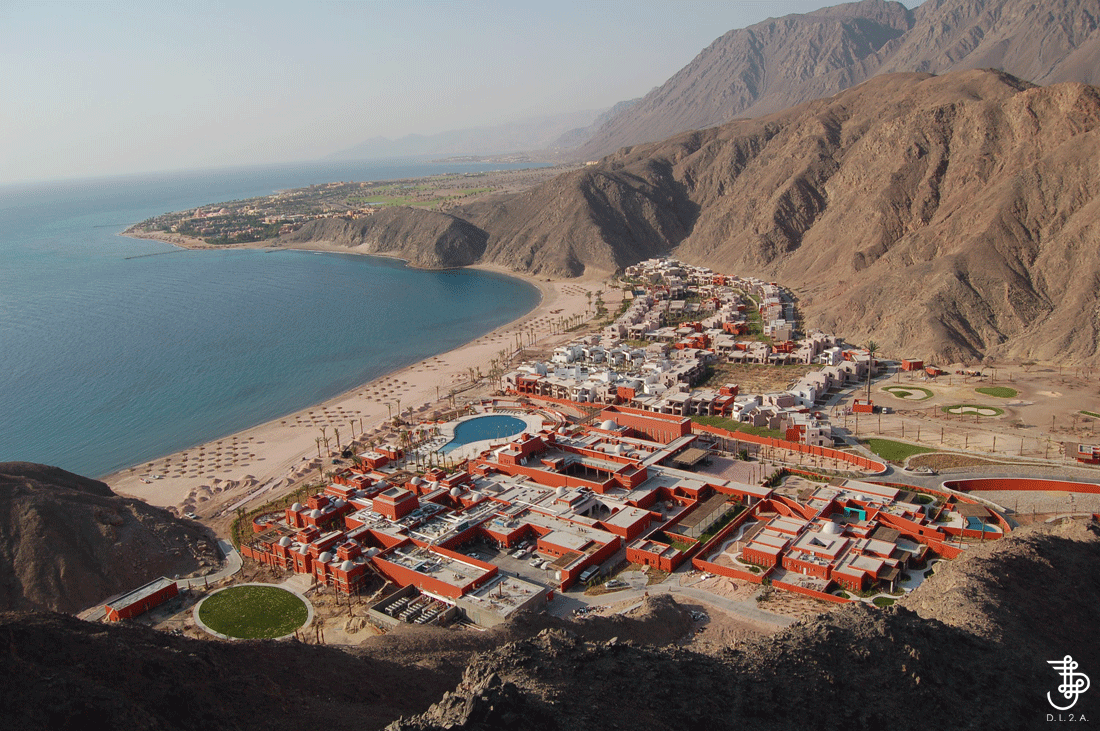
كلوب ميد "نادي البحر الأبيض المتوسط".
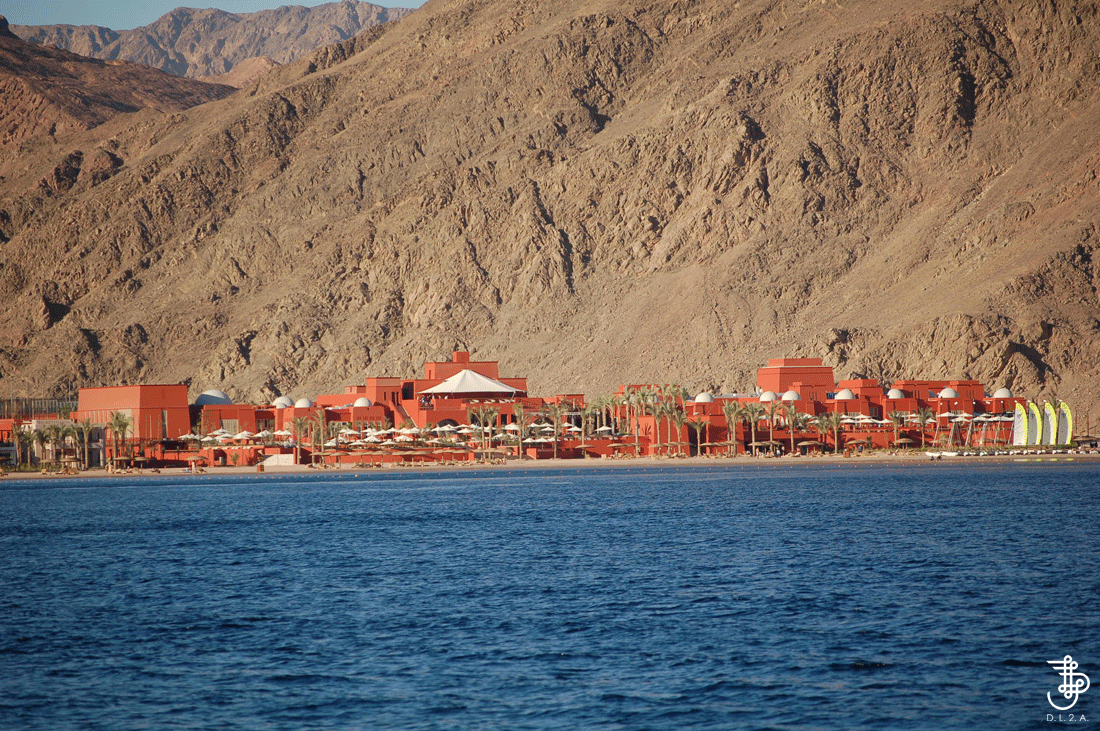
كلوب ميد على خليج سيناء بطابا.
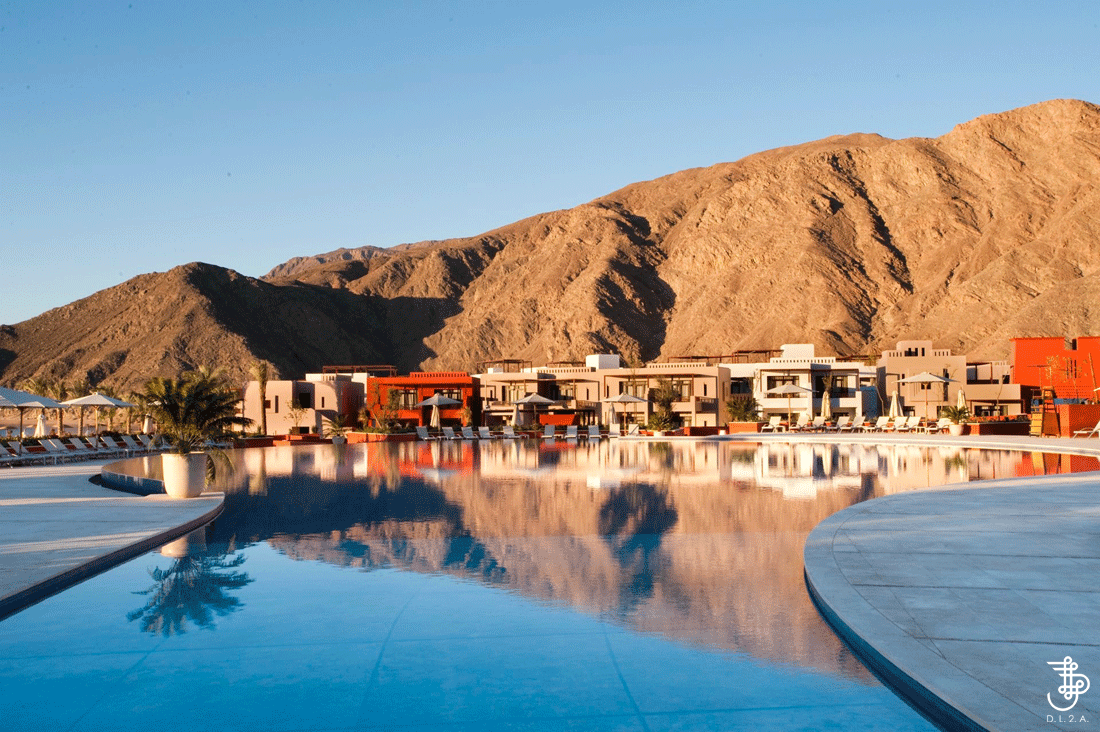
كلوب ميد بطابا.
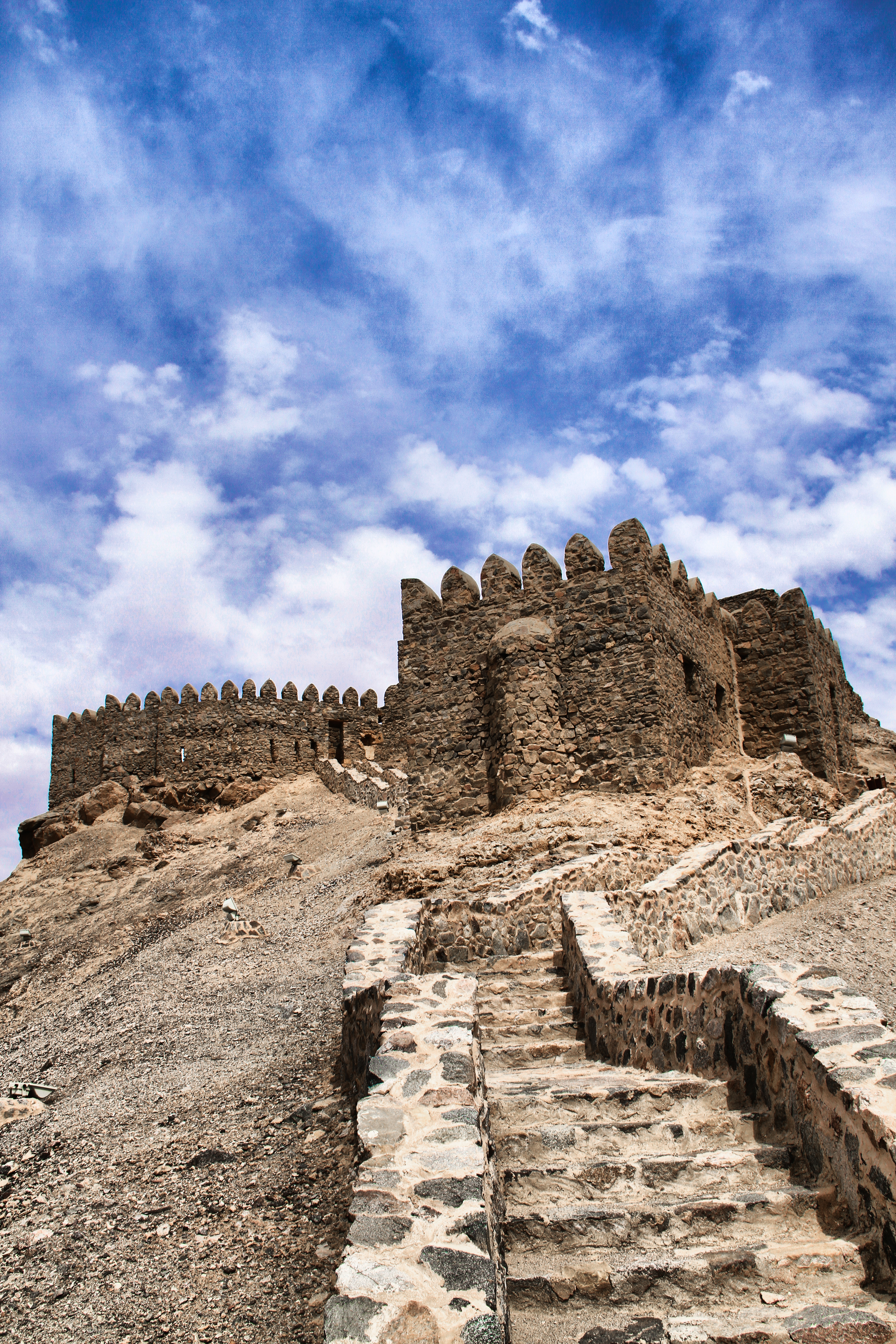
قلعة صلاح الدين.
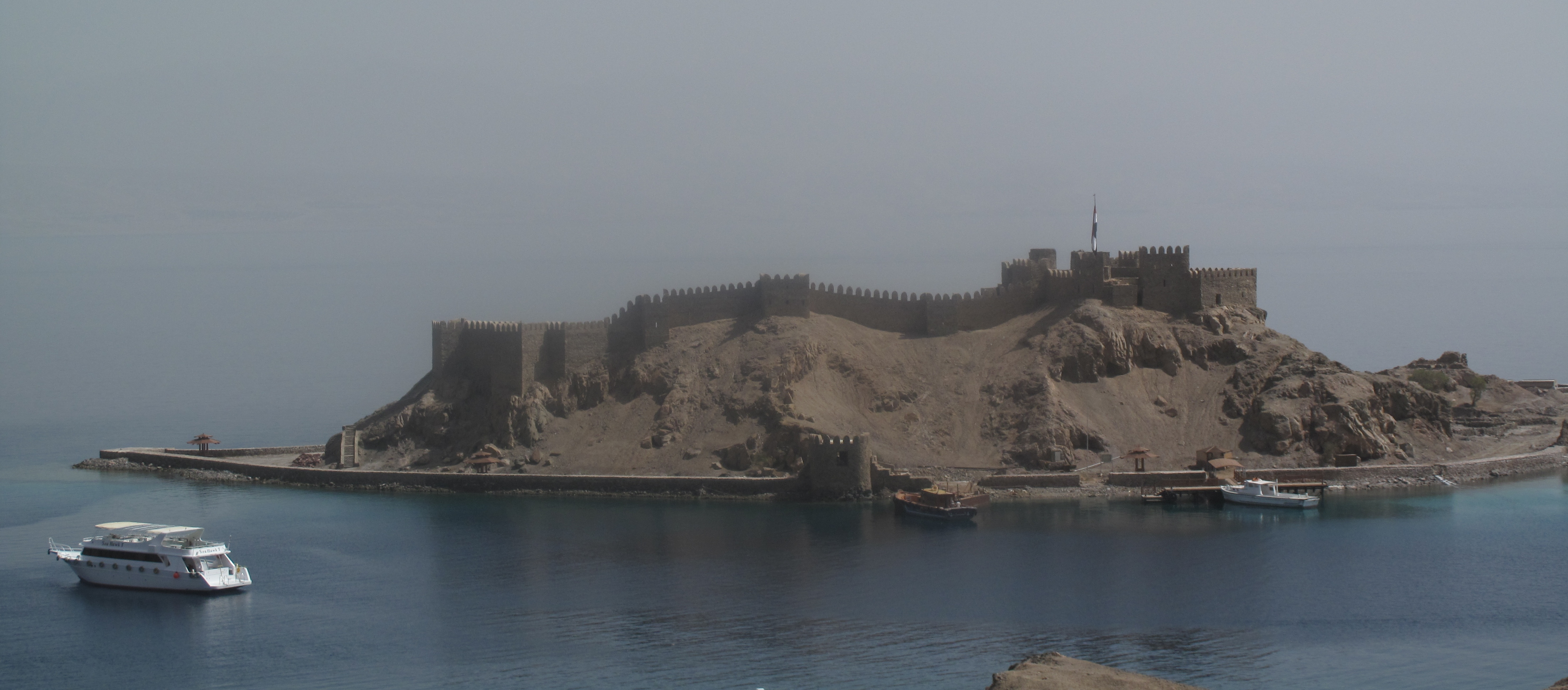
قلعة صلاح الدين بجزيرة فرعون.
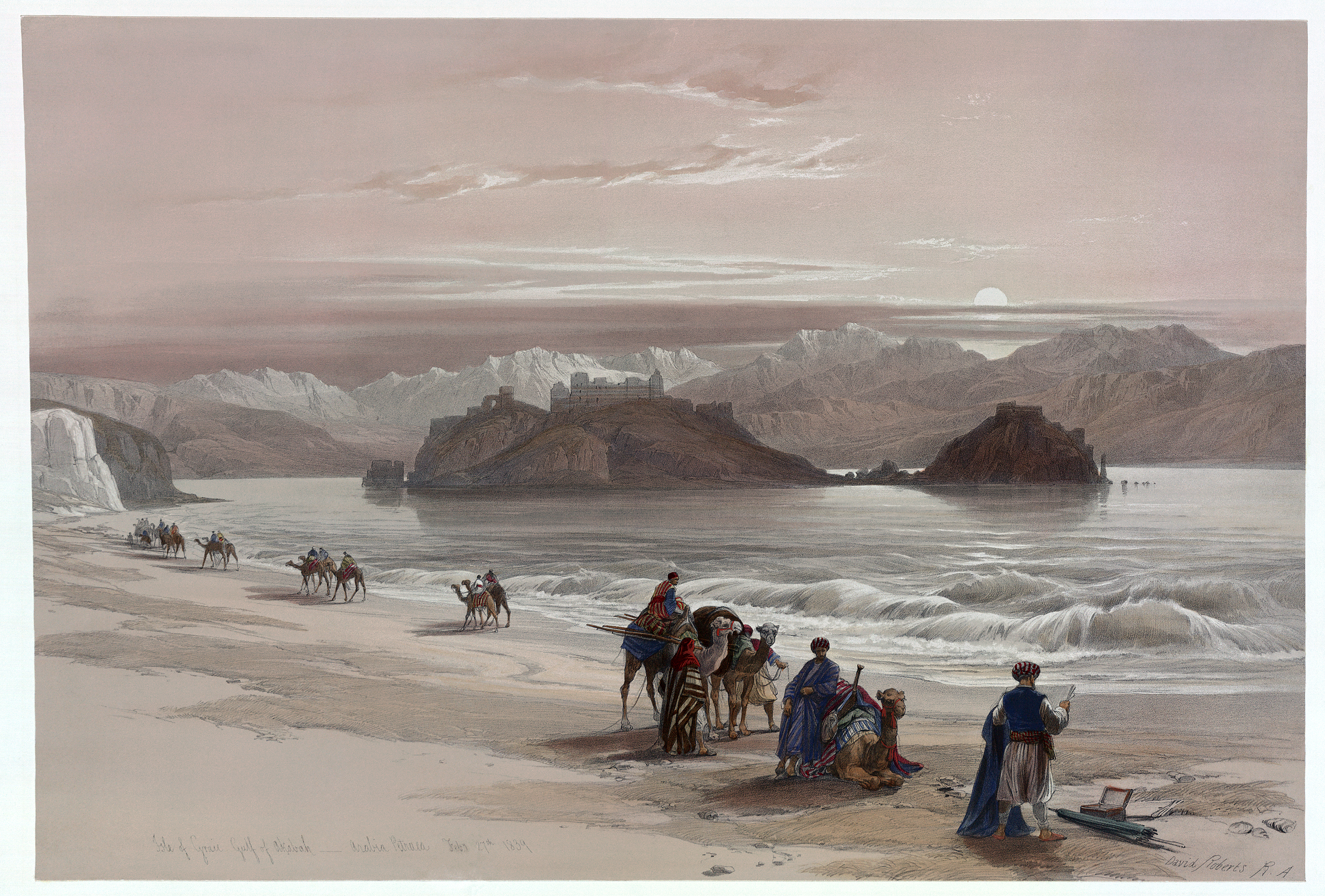
لوحة فنية لقلعة صلاح الدين بجزيرة فرعون.
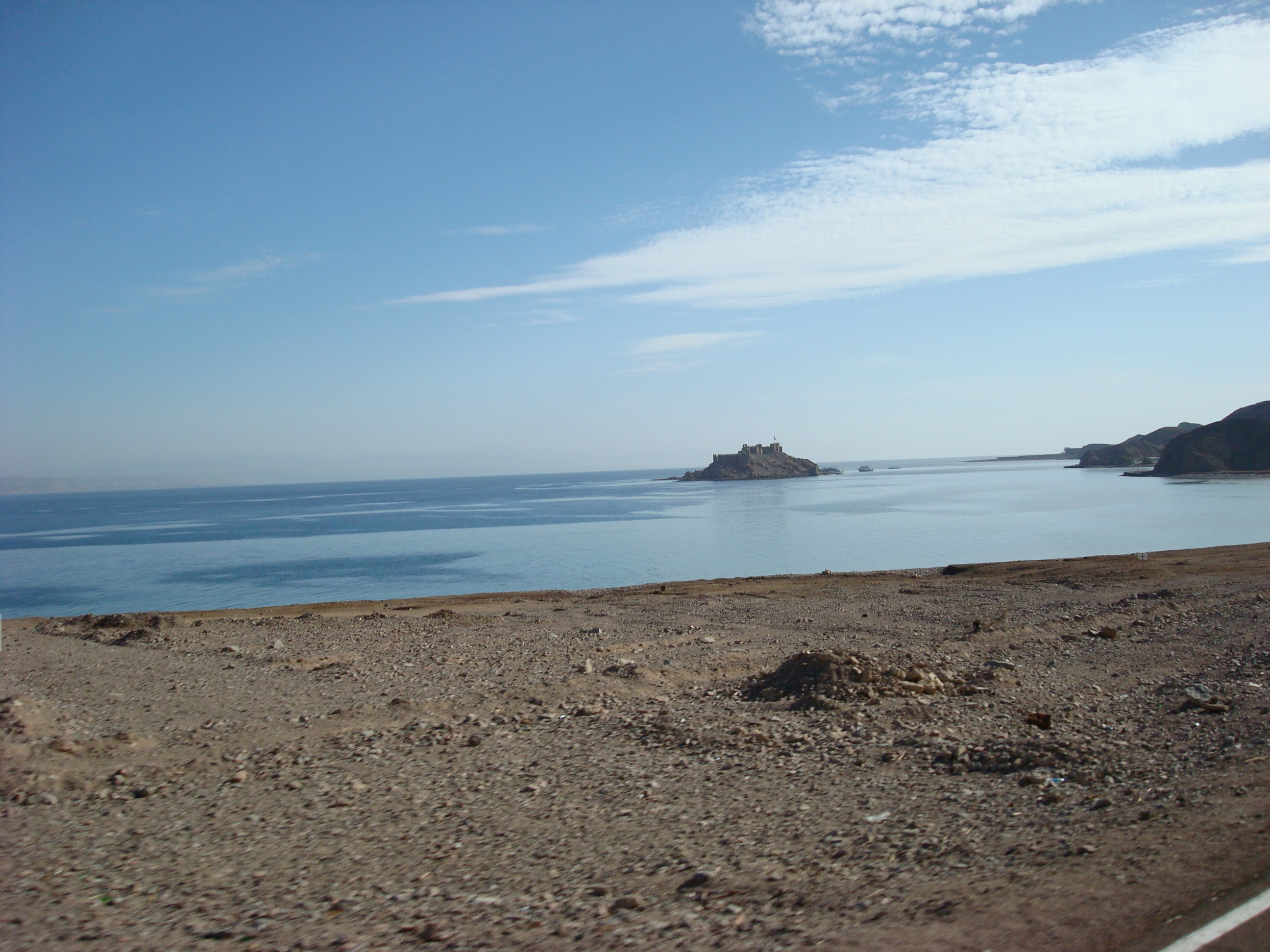
جزيرة فرعون.
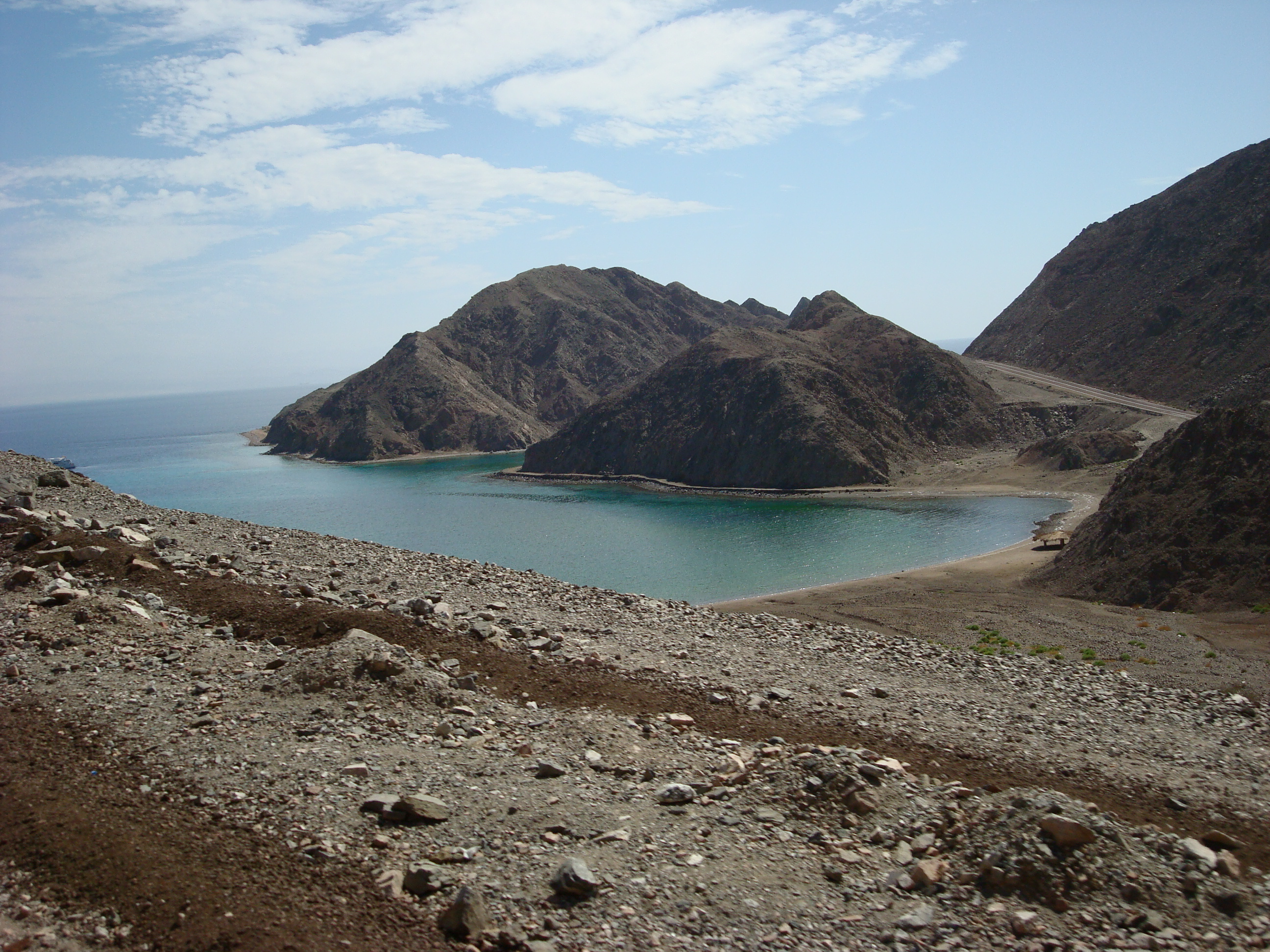
الطبيعة الجبلية بطابا.
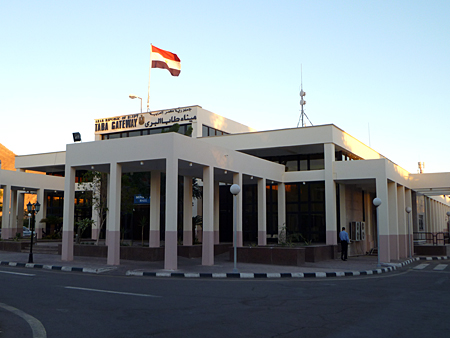
ميناء طابا البري.
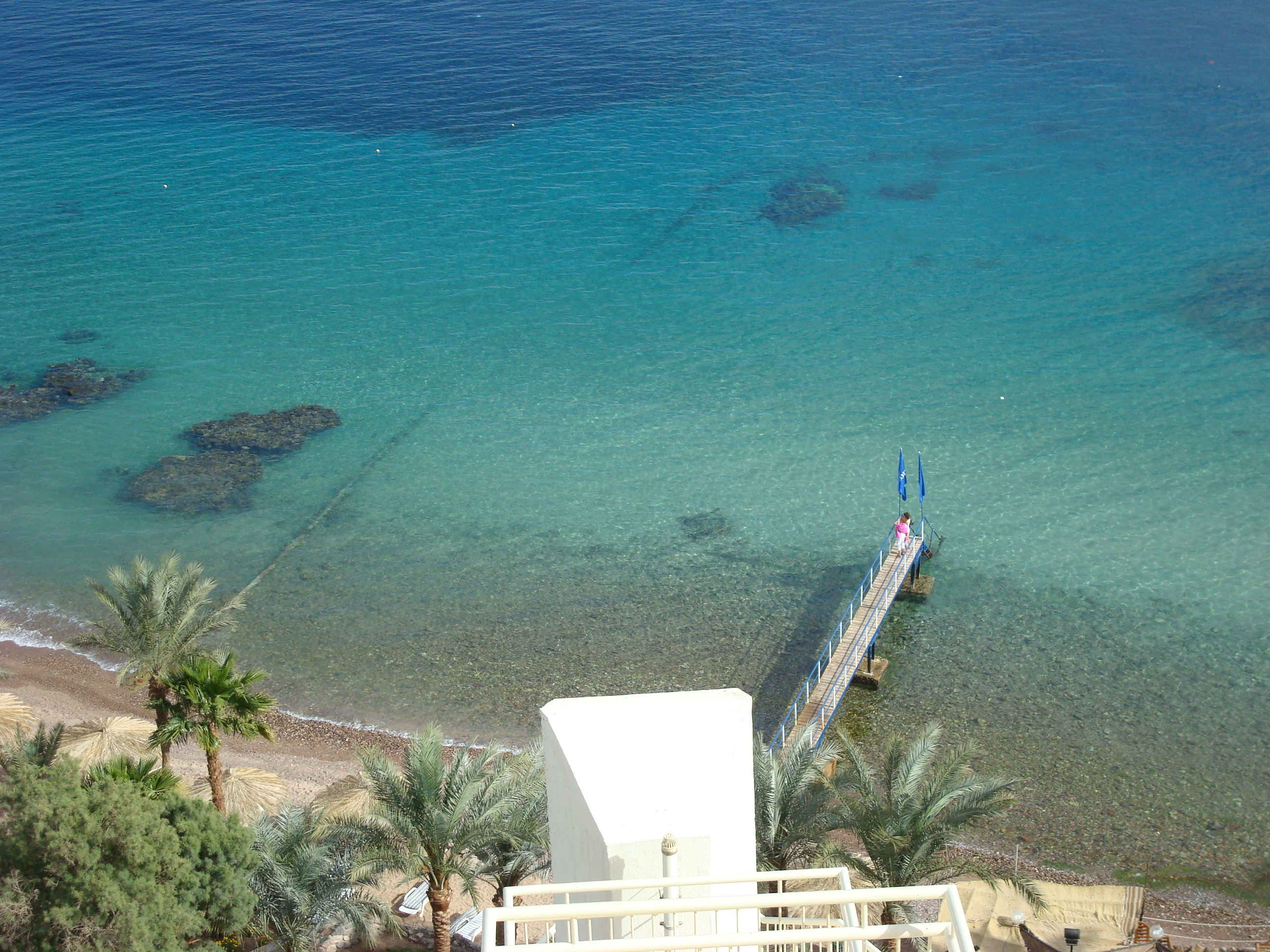
شاطئ طابا.
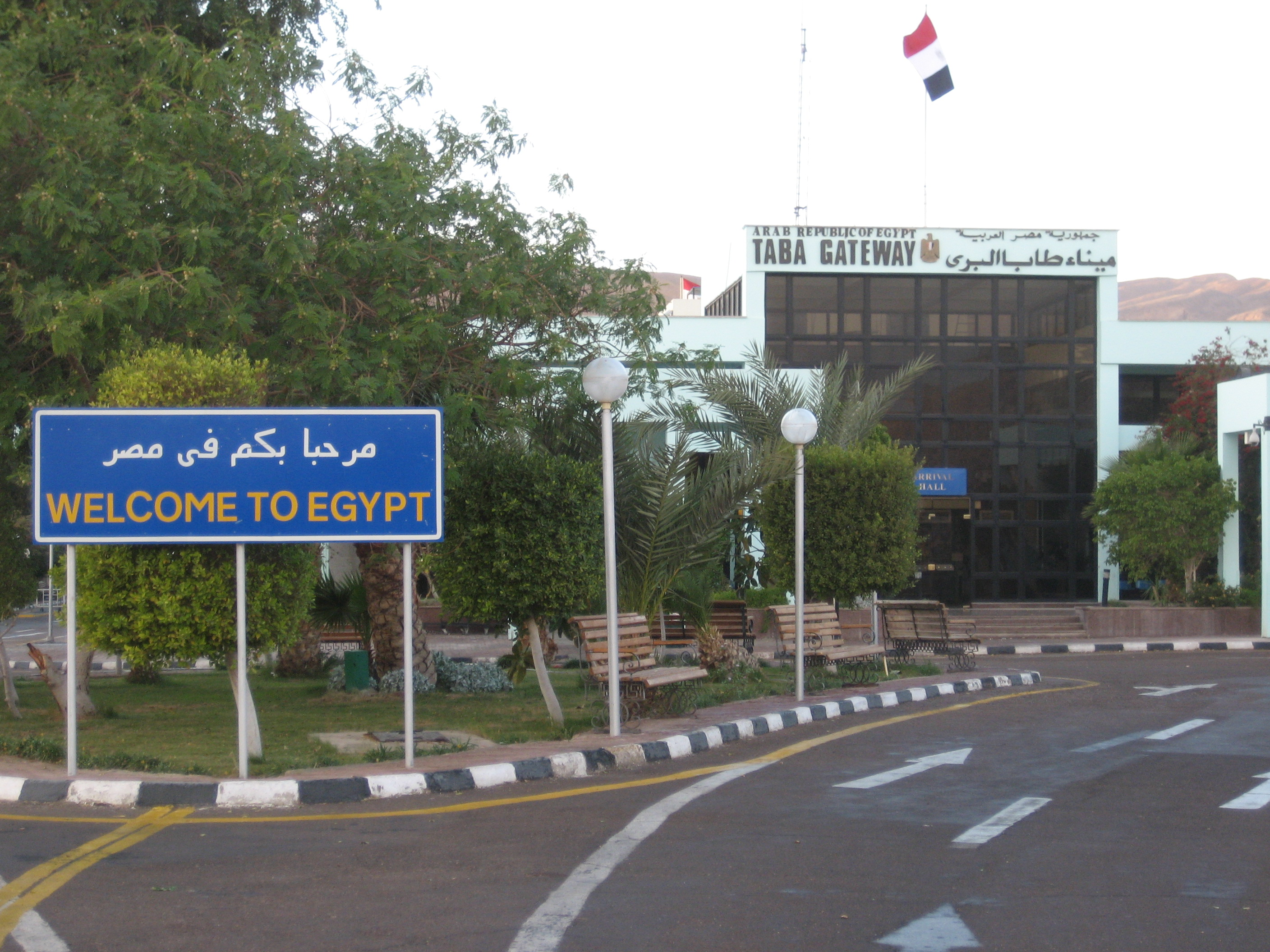
معبر طابا البري.